# 落第騎士の英雄譚
『落第騎士の英雄譚』（らくだいきしのキャバルリィ）は、海空りくによる日本のライトノベル。イラストは、をんが担当。GA文庫（ソフトバンククリエイティブ→SBクリエイティブ）より2013年7月から2023年12月まで刊行された。2017年2月時点でシリーズ累計発行部数は150万部を記録している。
メディアミックスとして、2014年4月には「ガンガンONLINE」（スクウェア・エニックス）でコミカライズが連載され、2015年3月にはアニメ化が発表された。
ジャンルとしては学園ものであり現実世界のような雰囲気ながらも魔法の概念が存在するロー・ファンタジーに近い世界観が描かれている。また、戦闘シーンが多いことでも知られている。海空によれば、本作は『スクライド』から影響を受けているとのこと。

## あらすじ
己の魂を固有霊装と呼ばれる器に変えて戦う現代の魔法使い・伐刀者（ブレイザー）の養成学校である破軍学園に通う少年黒鉄一輝は、伐刀者としての能力値が低すぎて単位が取れずに留年してしまい、周囲の人間からは落第騎士（ワーストワン）と呼ばれていた。
ある日一輝は、学園に編入しようとしていた異国の皇女ステラ・ヴァーミリオンの半裸の姿を見てしまい、ステラから「負けた方が勝った方の言いなりになる」という約束付きの決闘を挑まれる。彼は伐刀者としての能力が低い反面剣術を極めていたため、周囲の予想に反してステラを下す。約束通りステラは一輝の「下僕」として同じ部屋で学園生活を送ることとなり、切磋琢磨の中で互いに惹かれてゆく。

## 登場人物

### 主要人物
黒鉄 一輝（くろがね いっき）
声 - 逢坂良太、藤井ゆきよ（幼い一輝）
伐刀者ランク：F　攻撃力：F→S　防御力：F→E（実際はA）　魔力量：F→E　魔力制御：E→C（実際はA→S）　身体能力：A→S　運：F
本作の主人公。破軍学園1年1組。10年に1人の劣等生と蔑まれる最低のFランク騎士。異名は『落第騎士（ワーストワン）』、後に『無冠の剣王（アナザーワン）』『七星剣王』、最終的には『剣神』。固有霊装は刀型の「陰鉄（いんてつ）」。「身体能力倍加」の身体能力強化系の伐刀者。
高ランク騎士を輩出する名家・黒鉄家に生まれるも、その劣った才能故にまるで「存在しない」かのように扱われる幼少期を過ごすが、曽祖父・黒鉄龍馬との出会いによって生きる目標を見つけ、騎士を志す。その後は黒鉄家を出奔し中学生時代は道場破りをしながら各地を巡る生活を送り、破軍学園に入学するも黒鉄家からの圧力で設置された能力値選抜制により実技の授業を受けることすら認められずに1年を過ごすが、翌年に新理事長となった新宮寺黒乃が能力値選抜制を廃止したことでようやく実技授業を受けられるようになった。そのため初年度は留年している。また、七星剣武祭優勝が卒業条件とされている。
剣の道に生き、またその境遇ゆえに危険を顧みずストイックすぎる一面もあるが温和で礼儀正しい好青年。容姿も良いことから騎士として名声を得るに従って女性からの人気も高くなっているが、恋愛面では極めて鈍感な上、あくまでステラ一筋である。
相手を倒すと決心したら、必ず「僕の最弱（さいきょう）を以て、君の〇〇を〇〇！」と宣言するが、この癖を指摘されると恥ずかしがる。
Fランクというのは、ギリギリ固有霊装を顕現させるだけの魔力を持ったほぼ非伐刀者で、認定外。
具体的には、例えばEランク伐刀者であっても無意識に魔力を纏うことで銃撃すらも単なる打撃程度のダメージしか受けない魔力防御を持っているが、一輝は、魔力量が平均の1/10程度であるため、魔力を纏えず生身と変わらない防御力である。また、能力である「身体能力倍加」も全伐刀者が武器に魔力を纏わせ、推進力を数倍以上にしていることを考えれば、全伐刀者のデフォルト能力の下位互換に当たると言える。
様々なトレーニングで磨き上げられた超人的な剣技を含む卓越した戦闘技術や精神力、（魔力強化なしの）高い身体能力を持ち、体技の一点においてはトップクラスの判定を受けている。相手が並の伐刀者であれば、霊装を顕現せずとも簡単に勝てる。
幼少時代は技を教えてもらうことすらできなかったため、他人の剣を見て盗むことを続けた結果、優れた観察眼を手に入れ、目にした剣術をごく短時間で模倣し昇華させる「模倣剣技（ブレイドスティール）」、他者の思考回路の根底に根ざす『絶対価値観（アイデンティティ）』を把握して対象の行動を読み取る「完全掌握（パーフェクトビジョン）」といった能力を得るに至っている。『模倣剣技』によって様々な剣術や武術を習得しているほか、オリジナルの剣技として7つの「秘剣」を持つ。
魔力制御の測定試験の方法が「魔力を放出し、それで粘土を捏ねて形を形成する」ことで判定しており、そもそも魔力を放出できないため、測定不能のE扱いになっているが、実際の魔力制御能力は非常に高く、初期から珠雫に匹敵するほどで、魔力・能力を「全力全開」で使用し、身体能力倍化の能力を、大幅に引き上げられるようになっており、1分間数十倍に引き上げる伐刀絶技「一刀修羅」、派生として1分間ではなくただの一振り程度の時間に凝縮する「一刀羅刹」を使用する。これらの使用には1日かけて魔力を満タンにしておかねばならず、発動後の中断も不可能であり、効果が切れた後はしばらくまともに動けないほどに消耗する。
七星剣武祭の決勝戦で自身の可能性の全てを使い果たすに至ったが、ステラのライバルでいられなくなることへの反発とステラの恋人・ライバル・目標全てが自分でありたいという独占欲によって、《魔人》になった。
初期から身体技術・剣技は超人の領域であったが、魔力制御能力は更なる飛躍が可能であると《比翼》のエーデルワイスに指摘され、彼女の修行で魔力制御能力も超人の領域へ至った。
15巻ではオル=ゴールによって一度殺されるが、珠雫によって10歳の姿で復活した。珠雫と融合している間に元の姿に戻り、《覚醒超過》の影響で本来の年齢に戻る。
最終的には学生騎士でありながら、ステラと結婚し、KOK・A級リーグに進むことになった。
作中での最終的な強さは作者曰く、1位がエーデルワイスと新宮寺黒乃、3位が西京寧音、4位に一輝とステラ・ヴァーミリオン、一輝達と並ぶか並ばないかぐらいに南郷寅次郎、といった感じらしく、十分に世界最強格と呼べるほどに成長した。
ステラ・ヴァーミリオン
声 - 石上静香
伐刀者ランク：A　攻撃力：A→S　防御力：A→S　魔力量：A→S　魔力制御：B+→A　身体能力：B+→A　運：A
本作のヒロイン。一輝のルームメイトで、後に恋人となる。破軍学園1年1組。北欧の小国ヴァーミリオン皇国の第二皇女。『紅蓮の皇女』の異名を持つ。固有霊装は長剣型の「妃竜の罪剣（レーヴァテイン）」、《魔人》となったことで魂の形が変化し、形状が自身の身長を越える長さの黄金の大剣型に変化した。
十年に一人の逸材とされるAランク騎士であり、新入生平均の三十倍の魔力量を有する。《魔人》を除けば、世界最大の魔力と非常に速い魔力回復速度を活かし、多少の攻撃なら単なる魔力での防御で無効化できる。強力な炎を扱うが、自然干渉系の能力ではなく、本来の能力は「ドラゴンの特性を体現する」という概念干渉系能力であり、物語が進むにつれて「ドラゴンの炎」だけでなく、「ドラゴンの筋力」「ドラゴンの防御力」「ドラゴンの回復能力」など多彩な能力を開花させていった。一方、能力の使用には魔力だけでなくカロリーの消費も必要であるため、いくら食べても太らないという体質はこれに関連する。12巻で多々良に肉体の新陳代謝等をコントロールする技術を伝授され、戦闘時のカロリー消費問題は解決した。
幼少期から自分の能力の制御に苦心してきた経緯があり、自分を才能だけで生きてきたと見る者や圧倒的な才能の前にひれ伏して努力を諦めてしまう者を嫌う。
ヴァーミリオン皇国に伝わる皇室剣技も完璧に使いこなす一方、未熟だと指摘されることもあり、一輝からは「燃料無限の超高機動重戦車」と称されている。また、肉体能力は規格外というわけではなく、当初は全力疾走での20kmのジョギングにかなり苦痛を感じていた。
出自や実力相応にプライドが高く勝ち気な一方、父に溺愛されて育ったためか世間知らずの天然ボケでもある。加えて性的好奇心が異様に強い一方、知識は偏っている。冷血かつ毒舌な性格の珠雫のことは仲が良くない、お互いに蔑称で呼ぶことが多いが、最終的に親友の関係となった。
12巻で《魔人》であるフー・シャオリーと戦い、家族とヴァーミリオン皇国の国民達への感謝と「カッコいい自分を皆に見せたい」と言う自己（エゴ）によって、自分の可能性限界を無理やり突破し、《魔人》へと覚醒した。15巻で一輝を殺されたことで《覚醒超過》したが理性を保った。
最終的には学生騎士でありながら、一輝と結婚し、KOK・A級リーグに進むことになった。
作中での最終的な強さは作者曰く、1位がエーデルワイスと新宮寺黒乃、3位が西京寧音、4位にステラと黒鉄一輝、ステラ達と並ぶか並ばないかぐらいに南郷寅次郎、といった感じらしい。
黒鉄 珠雫（くろがね しずく）
声 - 東山奈央
伐刀者ランク：B→A（15巻で昇格）　攻撃力：D　防御力：B→A　魔力量：C　魔力制御：A→S　身体能力：E→D　運：C
一輝の妹。破軍学園1年1組。『深海の魔女（ローレライ）』の異名を持つ。固有霊装は小太刀型の「宵時雨（よいしぐれ）」。「水」を操る自然干渉系の伐刀者で、水や氷を操ることができる。
幼少期から伐刀者としての能力を発現していたため周囲から甘やかされていた一方、実の兄である一輝だけからは対等に接してきたため、兄に対して強い愛情を持っている。兄以外に対しては興味がなく距離を置きがちだが、ルームメイトの有栖院には心を開いている。ステラのことは一輝の恋人として認めているが、姑として何かと文句をつけたり挑発的な言動をとっていることも多い。
魔力制御に関してはAランク並とされる。本来なら有利となる雷使いを防ぐために電気を通さない超純水を作り出し、治癒魔法も得意としている。伐刀者としては標準的な範囲の武術も身に着けている。しかし身体能力が低いので近距離戦は苦戦する。
実は能力的には、黒鉄龍馬と同一系統のものである。
19巻以降では、試合に出るのではなく、薬師キリコに弟子として治療師となった。
有栖院 凪（ありすいん なぎ）
声 - 浅沼晋太郎
伐刀者ランク：D　攻撃力：E　防御力：D　魔力量：D　魔力制御：C　身体能力：C　運：D
珠雫のルームメイト。破軍学園1年4組。異名は『黒い茨（ブラックソニア）』、または「黒の凶手」。固有霊装は短剣型の「黒き隠者（ダークネスハーミット）」。「影」を体現する概念干渉系の伐刀者。
男の身体に生まれた乙女を自称するDランク騎士で、「アリス」と呼ばれることを好む。面倒見が良く気のいい人物だが、冷徹で達観した一面もある。
影の中に一時的あるいは長期的に潜む、相手の影に霊装を突き刺すことで動きを封じるなど、影に干渉する。明るい場所では能力が弱まり、真っ暗な場所では使えなくなる。
その正体は「解放軍」のメンバーであり、「暁学園」の一人として破軍学園に送り込まれていたが、珠雫を裏切れないという思いから最終的に解放軍を裏切る。七星剣武祭への出場権を獲得していたが、この一件の後に辞退している。
元は北欧育ちの孤児であり、有栖院凪という名前も本名ではなく、孤児時代には「アリス」とだけ呼ばれていた。

### 国際魔導騎士連盟

#### 破軍学園生徒
綾辻 絢瀬（あやつじ あやせ）
声 - 小林ゆう
伐刀者ランク：D　攻撃力：C+　防御力：E　魔力量：E　魔力制御：D　身体能力：D+　運：E
破軍学園3年1組で、一人称は「ボク」。非伐刀者ながら日本屈指の剣士とされた「最後の侍（ラストサムライ）」綾辻海斗の娘で、綾辻一刀流の後継者であるDランク騎士。固有霊装は刀型の「緋爪（ひづめ）」。「傷を開く」を体現する概念干渉系の伐刀者。わずかな傷でも与えられればそれを致命傷に変えることができる。
内気で異性と接するのが苦手。剣士として伸び悩んでおり、スランプを克服すべく一輝に剣術の弟子入りをする。海斗を重体にして道場を奪った倉敷蔵人へのリベンジのために七星剣舞祭出場を目指している。
剣士としては一輝に遠く及ばない。
東堂 刀華（とうどう とうか）
声 - 金元寿子
伐刀者ランク：B→A（19巻で昇格）　攻撃力：A　防御力：C　魔力量：B　魔力制御：A→S　身体能力：A　運：D
破軍学園生徒会の会長。破軍学園序列第1位、学園最強の騎士にして、昨年度の七星剣武祭ベスト4。学年は3年3組。『雷切』の異名を持つBランク騎士。固有霊装は刀型の「鳴神（なるかみ）」。「雷」を操る自然干渉系の伐刀者。
幼い頃両親を亡くしたことで体調管理にはうるさく、生徒会においては母親のような存在である。天然でそそっかしいところがあり、動揺すると訛りが出る。寅次郎の弟子の一人であり、剣士としても一流で、普段の性格に反して剣士として強敵との戦いを望む側面もある。
普段は眼鏡をかけているが、戦闘時には外し、相手の体内の電気信号を追跡して行動を予測する。
異名の『雷切』は、自身の伐刀絶技に由来する。
電気を取り込むことで自身の魔力の限界を超えた威力の伐刀絶技を使用できる。
17巻で、天童に目を付けられ、《魔人》への覚醒を強制されるが、それを拒み単独のエゴではなく、多くの人々との協力を選んだ。天童を倒した功績によりAランクに昇格。
日下部 加々美（くさかべ かがみ）
声 - 相坂優歌
一輝とステラのクラスメイト。新聞部に所属しており、ジャーナリストを目指すDランク騎士。「複製」を体現する概念干渉系の伐刀者。固有霊装はレイピア型。
ステラを負かした一輝に興味を持ったことから彼らと親しくなり、時には一輝達の依頼を受けて伐刀者の情報などを調べる。取材のためには手段を選ばず、色仕掛けを使うこともある。破軍学園壁新聞に日本の魔導騎士の概要を書いている。
9巻では分身の能力を使って警備をすり抜け表彰台に上がっていた一輝とステラのツーショット写真を撮っている。
桐原 静矢（きりはら しずや）
声 - 松岡禎丞
伐刀者ランク：C　攻撃力：E　防御力：D　魔力量：D　魔力制御：B　身体能力：D　運：B
昨年度の首席入学者にして、去年の七星剣武祭代表の一人であるCランク騎士。破軍学園2年3組。『狩人』の異名を持つ。固有霊装は弓型の「朧月（おぼろづき）」。「隠蔽（ステルス）」を体現する概念干渉系の伐刀者。
自身を完全にステルス化する強力な伐刀絶技・狩人の森（エリア・インビジブル）を持ち、狩人の森を攻略できない相手を必要以上にいたぶって勝利する一方で狩人の森と相性の悪い広範囲攻撃を使う相手とは一切戦わず棄権するために、騎士らしからぬという意味で「狩人」の異名を与えられている。性格は非道かつ小心者。昨年度の一輝のクラスメイトであり、学校側の意向に従って一輝への攻撃に参加していたこともある。容姿は良く前回の七星剣武祭出場者ということもあって女子にはそれなりにモテていたが、一輝との選抜戦で切られそうになった際に情けなく命乞いするところを見せてしまったため、この一戦を機に多くの女子から見限られている。寧々から「狩人の森は対人最強の伐刀絶技」と評されており、一輝も七星剣武祭準決勝で東堂刀華・ステラ・ヴァーミリオンに並ぶ強敵と認めている。
御祓 泡沫（みそぎ うたかた）
声 - 潘めぐみ
伐刀者ランク：D　攻撃力：F　防御力：A　魔力量：D　魔力制御：D　身体能力：F　運：E
破軍学園生徒会副会長を務める3年生。『観測不能（フィフティ/フィフティ）』の異名を持つ。
人を食ったような性格の少年。刀華とは養護施設「若葉の家」で育った幼馴染。かつては両親に殺されそうになったこともあり暴力を振るっていたが、刀華のおかげで心を開くことができた。破軍学園の中ではただ一人の因果干渉系の伐刀者。Dランク騎士で、自分の力や行動で可能な範囲の事象の結果を自在に操ることができる。ただし、身体能力が非常に低く、自身の力で100%どうしようもないような事柄に対処できない。
貴徳原 カナタ（とうとくばら かなた）
声 - 日笠陽子
伐刀者ランク：B　攻撃力：B　防御力：C　魔力量：B　魔力制御：B　身体能力：B　運：A
破軍学園生徒会会計。学年は3年3組。『紅の淑女（シャルラッハフラウ）』の異名を持つ。固有霊装はレイピア型の「フランチェスカ」。
破軍学園序列第2位のBランク騎士。学生の身分ではあるが「特別招集」という形で実戦の現場にも参加し、様々な犯罪阻止を壊滅させてきた。
実家は貴徳原グループという財閥であり、色々な業界に顔が利く。なお、泡沫や刀華が幼少期を過ごした養護施設「若葉の家」も貴徳原の管轄である。
兎丸 恋々（とまる れんれん）
声 - M・A・O
伐刀者ランク：C　攻撃力：B　防御力：F　魔力量：E　魔力制御：D　身体能力：C　運：C
破軍学園生徒会庶務。学年は2年2組。『速度中毒（ランナーズハイ）』の異名を持つ。固有霊装はナックルダスター型。「速度の累積加算」の身体能力強化系の伐刀者。
破軍学園序列第3位のCランク騎士で、ボーイッシュな性格をしている。
砕城 雷（さいじょう いかづち）
声 - 竹内良太
伐刀者ランク：C　攻撃力：A　防御力：D　魔力量：D　魔力制御：E　身体能力：C　運：D
破軍学園生徒会書記。『城砕き（デストロイヤー）』の異名を持つ。固有霊装は斬馬刀型。「斬撃重量の累積加算」の身体能力強化系の伐刀者。
破軍学園序列第4位のCランク騎士で、古風な性格をしている。
攻撃力は3位の恋々より上だが、攻撃が遅すぎて彼女に当たらない。
真鍋（まなべ）
声 - 柳田淳一
破軍学園に通う不良グループのリーダー。固有霊装は銃型。
アニメでは時系列や経緯が変更され、「女性にモテるのが羨ましかった」として他の生徒共々一輝に弟子入りを志願し、彼に敬意を払うようになる。
月夜見 半月（つきよみ はんげつ）、月夜見 三日月（つきよみ みかづき）、月夜見 満月（つきよみ まんげつ）
声 - 赤﨑千夏
破軍学園の生徒である三姉妹。放送部の部員として、七星剣武祭代表選抜選の実況を務めた。解説を務めるはずの寧音が人形を置いて場を離れることが多いため、困っている。
桃谷（ももたに）
声 - 川上晃二
破軍学園の生徒。『ヘビータンク』の異名を持つ。甲冑型の固有霊装を装備しているため素顔は不明。七星剣武祭代表選抜選のステラの初戦の相手。異能はゴリアテから放たれるヘビーチャージだが、勝ち目がないと悟り戦わずして敗れた。
大日向 瑞樹（おおひなた みずき）
破軍学園の生徒。3年生。アフロ髪。昨年の七星剣武祭代表の一人で、二刀流の使い手。
葉暮 桔梗（はぐれ ききょう）、葉暮 牡丹（はぐれ ぼたん）
破軍学園の生徒である、3年生の双子の姉妹。今年度の七星剣武祭代表に選ばれた。桔梗はCランクの槍使いであり、「瞬間加速」の身体能力強化系の伐刀者。牡丹はDランク2丁拳銃使いであり、「貫通」を体現する概念干渉系の伐刀者。
実力は決して低くはないが他の代表ほどではなく、「暁学園」による襲撃の後、自信を失って出場を辞退した。

#### 破軍学園関係者
新宮寺 黒乃（しんぐうじ くろの）
声 - 東内マリ子
伐刀者ランク：A　攻撃力：A　防御力：B　魔力量：B　魔力制御：A　身体能力：A　運：A
破軍学園の理事長。喫煙者。『世界時計（ワールドクロック）』の異名を持つ元KOK・A級リーグ選手で、元世界ランキング3位。固有霊装は二丁拳銃の「プロパトール」と「エンノイア」。「時間」を司る因果干渉系の伐刀者。
長らく七星剣武祭で優勝者を出していない破軍学園を立て直すために就任し、能力値選抜制を廃止して、トーナメント方式を採用するなど大改革を実施した。
既婚者かつ子持ちであり、結婚を機にKOKを引退した。旧姓は「滝沢」。
時間を操る能力の使い手で、周囲の時間を停止させたり時間を巻き戻すことで破壊された物を修復したりできる。七星剣武祭では、その能力で観客の保護や生命の危機に陥った出場者の救命を行っている。
破軍学園の出身者で、当時の七星剣武祭の決勝戦では寧々と、日本初のAランク同士の試合を行った。そこでは禁技同士をぶつけ合うという無茶苦茶な戦いを行い、最後は黒鉄龍馬と南郷寅次郎の二人に止められ、没収試合となった。
その後、プロリーグに進み、ライバルである寧々との戦いの中で互いに自らの可能性を極め切り、《魔人》になる目前まで辿り着いたが、《覚醒》することで交際相手だった琢海との出会いや過ごした時間が壊れることを危惧し、《魔人》となるのを止め、そのまま結婚し、KOKを引退した。
18巻で家族が自分を抑制するのではなく、闘うことを応援できると気づき、200人のエイブラハムを倒すために《魔人》へ覚醒した。最終的にKOK・A級リーグに復帰することを決意する。
作者曰く、最終的には《比翼》エーデルワイスと並ぶ作中最強となった模様。
西京 寧音（さいきょう ねね）
声 - 井口裕香
伐刀者ランク：A　攻撃力：A　防御力：A　魔力量：A　魔力制御：E　身体能力：A　運：A
KOK世界ランキング3位の伐刀者にして、《魔人》の一人。『夜叉姫』の異名を持つ。固有霊装は2対の鉄扇型の「紅色鳳（べにいろあげは）」。「重力」を操る自然干渉系の伐刀者で、相手にかかる重力の操作だけでなく、膨大な重力のエネルギーを投擲物として扱うといった応用もできる。武術の技量も超一流であり、上記の能力と組み合わせることで無類の強さを発揮する。
幼少期は母親の再婚相手から常に暴力を受けながら育つも、伐刀者である寧音にとっては然程苦にはならず、慕っていた母親も暴力に耐え続けてきたことから、最初の内は我慢していた。しかし、ある日夕食で大好物のハンバーグを踏みつぶされたことで我慢の限界を超え、義父を撲殺する。その後母親も失踪し家庭が崩壊したことで理性のタガが外れ、愉悦のままに暴力を振りまくようになってしまい、そんな暴力を楽しむ姿が二つ名の由来となっている。師匠の寅次郎に対しては口汚く反抗的な態度をとることが多いが本心では敬愛しており、着物や天狗下駄を着用しているのも彼の真似である。
一度は逮捕されるものの、《連盟》の意向で寅次郎に引き合わせられたのち、黒乃とも出会う。その黒乃に負けて以来、彼女を生涯のライバルと定め、打ち倒すために寅次郎の弟子となり、過酷を極める特訓を経てその力を高めていった。
武曲学園の出身者で、当時の七星剣武祭の決勝戦では黒乃と、日本初のAランク同士の試合を行った。そこでは禁技同士をぶつけ合うという無茶苦茶な戦いを行い、最後は黒鉄龍馬と南郷寅次郎の二人に止められ、没収試合となった。
その後、プロリーグに進み、ライバルである黒乃との戦いの中で互いに自らの可能性を極め切り、《魔人》に至ったが、黒乃は恋人とのことを想い《魔人》にならず、そのまま結婚と共にKOKを引退したときには激しいショックを受けた。
七星剣武祭の直前にはステラに弟子入りを乞われ、寧音からは何も教えないという条件でこれを承諾。容赦のない訓練でステラを追い詰め、「絶対強者」としての自負と傲慢さを持つことを気付かせ、概念干渉系能力の「ドラゴン」の開花に導いた。
ヴァーミリオン戦役編では、《砂漠の死神（ハブーブ）》ナジーム・アル・サーレムを相手に窮地に陥っていたステラを救援し、《傀儡王》オル＝ゴール率いるクレーデルラント王国との戦争における5人の代表の1人に選出される。戦争の序盤からナジームと相対し、当初は互角に戦うも、《覚醒超過》に至ったナジームに追いつめられる。しかし、自身も《覚醒超過》に堕ちたことで逆に圧倒。ナジームを殺す寸前まで追い込むほどの異常な力を発揮するものの、黒乃への想いから《覚醒超過》を自力で解除する。最後は勝負を焦って突撃してきたナジームを「要返し」で迎撃し、宇宙の裏側に追放して勝利した。
作者曰く、最終的な強さはエーデルワイスと黒乃に次ぐ、作中第三位。
折木 有里（おれき ゆうり）
声 - 橘田いずみ
伐刀者ランク：C　攻撃力：B　防御力：E　魔力量：D　魔力制御：C　身体能力：C　運：F
『死の宣告（ジョリーロジャー）』の異名を持つCランクの騎士。固有霊装はカットラス型。能力は「体調の共有」を体現する概念干渉系の伐刀者。
一輝が学園に入学する際に試験官を務めた人物で、一輝の恩人の一人。当時、一輝の魔力の低さから身の安全を心配し、彼の入学を渋っていたが、模擬戦で彼女に勝利して試験に合格した。一輝やステラの担任で、周囲から「ユリちゃん」と呼ばれている。
明るい性格をしている一方、きわめて病弱であるが能力との相性が良く、プロ騎士として能力頼りでなく、短剣術も身に付けている。
南郷 寅次郎（なんごう とらじろう）
声 - 麦人
寧音や刀華の師匠であり、《魔人》の一人で、『闘神』の異名を持つ。
固有霊装は長刀型の「魔笛（まてき）」。「音」を操る自然干渉系の伐刀者。
特殊な呼吸法と歩法によって相手に自身の存在を認識させなくする「抜き足」の使い手。
龍馬の生涯のライバルと称された男であり、中国で行われている最高クラスの伐刀者の大会である「闘神リーグ」で《大老師》を退け、「闘神リーグ」を制した唯一の日本人である。
かつて、黒鉄龍馬とアーサー・ブライトと共に、《暴君》を討伐した。
一輝と刀華の選抜戦を観戦して以降、一輝に強い関心を持っていて、模擬戦を行った際は「剣技だけなら龍馬よりも上」と評価している。

#### 武曲学園
諸星 雄大（もろぼし ゆうだい）
伐刀者ランク：B　攻撃力：C→S（実際は最初からS）　防御力：A　魔力量：C　魔力制御：C　身体能力：A　運：E
昨年度の『七星剣王』であり、元々の異名は『浪速の星』。固有霊装は槍型の「虎王（とらおう）」。「魔力破壊」を体現する概念干渉系の伐刀者。
陽気でフレンドリーな関西人で、初戦の相手となった一輝に対しても実家のお好み焼き屋「一番星」に招待し、万全の状態で戦うことを望んだ。
小学生時代から将来を嘱望されていたものの、大規模な電車事故によって両足を失っており、破損した四肢の再生を当時研究していたキリコの協力を得て絶大な苦痛を伴うリハビリを乗り越えて復活を遂げた過去を持つ。
能力の関係上、突きの槍術を主体としており、その人物像に反して計算高く周到な戦いを持ち味とする。
初登場時からスペック的にも精神的にも完成されている人物で、作者曰く「作中で最も成長していない人物で、初期状態のまま最終巻を迎えた」とのこと。実際彼が作中で見せた技は（倉敷蔵人との合体技を除いて）全て初登場時から使用することができ、「悪食大蛇」に関しても根幹となる「他者の固有霊装への魔力破壊効果の付与」は初登場時から使用できていた。
卒業後は「国内リーグ」ではなく「闘神リーグ」に出場する予定だったが、黒鉄厳の協力を得て官僚を目指す。
城ヶ崎 白夜（じょうがさき びゃくや）
伐刀者ランク：C　攻撃力：D　防御力：D　魔力量：D　魔力制御：C　身体能力：D　運：D
昨年度の七星剣武祭準優勝者。理知的な性格で、対戦相手の情報の蒐集に余念がなく、『天眼』という異名を持つ。「瞬間移動能力（テレポート）」を体現する概念干渉系の伐刀者。物体の位置座標を自在に移動させる。
浅木 椛（あさぎ もみじ）
伐刀者ランク：C　攻撃力：C　防御力：E　魔力量：D　魔力制御：B　身体能力：C　運：D
昨年度の七星剣武祭第3位。『鬼火』の異名を持つ。「火」を操る自然干渉系の伐刀者。
命中させた炎を相手に纏わせ続ける技を得意とする。また寅次郎の弟子の一人でもあり、「抜き足」を習得している。

#### 暁学園
黒鉄 王馬（くろがね おうま）
伐刀者ランク：A　攻撃力：A　防御力：A　魔力量：B　魔力制御：C　身体能力：A　運：C
一輝の兄。長髪で眉間を中心とした×字状の傷がある。『風の剣帝』の異名で知られる、日本人の学生では唯一のAランク騎士と言われていた。固有霊装は野太刀型の「龍爪（りゅうづめ）」。「風」を操る自然干渉系の伐刀者。
「騎士としての強さ」のみを追い求めており、伐刀者として最大級の才能を持つステラを宿敵として期待をかける一方、才能の欠如を技術で補う一輝の戦いは「小手先の技」「ペテン」として軽蔑している。一方で一輝の側はそれを知った上でも彼のストイックな姿勢を尊敬している。家族を弱いとみなして縁を切ってしまい、父親に対しては呼び捨てを使う。
七星剣武祭決勝戦前のウォーミングアップで一輝と手合わせし、「自らの力のみで戦う」ことを追求する自分と「手段を問わず、相手に勝利する」ことを追求する一輝の違いを理解し、それもまた一つの「強さ」なのだろうと納得し、それ以降は一輝のことを彼なりに気にかけている。
小学生(リトル)時代にアンダー12の世界大会で優勝したが、真剣勝負を求めて中学生から現在までの5年間、表舞台での戦いに一切参加せず、各地を放浪する中で《暴君》に挑むも一方的に敗れて、無様に命乞いをし、絶望と恐怖を味わっていたところ、《比翼》のエーデルワイスに助けられる。その後《魔人》を目指し、その一環として「風によって自身の肉体に凄まじい負荷をかけ続けたまま戦い続ける」という常軌を逸した修行を積むことで、体格等は普通でありながら体重500Kgオーバーの強靭な肉体を手に入れた。それを魔力で強化することで、特にただ魔力を纏っているだけでも生半可な攻撃では傷一つ負わない圧倒的な防御力と桁違いのパワーを手にいれた。
周囲の大気を喰らい、取り込むことで魔力に変換し、自身の魔力量以上の魔力を一時的に扱うこともできるが、それは「自ら」以外のものに頼った一輝のようであるため、普段は禁じている。
後に《超人》エイブラハム・カーターと戦闘になり、かつての敵と同一であると気付き、勝利した。
なお、暁学園に加わったのは月影総理の招請によるもので、「解放軍」とは無関係である。
紫乃宮 天音（しのみや あまね）
伐刀者ランク：A　攻撃力：C　防御力：C　魔力量：A　魔力制御：F　身体能力：D　運：S
一輝のファンを自称する少年で、全戦不戦勝で巨門学園の代表の座を手にしたことから『凶運（バッドラック）』の異名を持つAランクの騎士。固有霊装は剣型の「アズール」。「幸運」を司る因果干渉系の伐刀者。紫乃宮天音は偽名であり、本名は天音紫音。
「過剰なる女神の寵愛（ネームレス・グローリー）」は願いが叶うまでに何が起こるかは自分でもコントロールできないため、周りからはどれだけ努力しても何をやっても能力のおかげだと妬みや恐れを抱かれ、実の親すらも能力の恩恵を目当てに愛情を注いでいたことを知り、誰からも「居ない者」のように扱われる幼少期を過ごす。そのため普段は無邪気なふうに振る舞っているがその精神は歪みきっている。一輝のことも自分と同様の境遇でありながら、他者に認められているということで憎悪しており、彼の邪魔をするためだけに暁学園の生徒になった。
戦闘技術は素人同然だが、「過剰なる女神の寵愛」の効果によりラッキーで自身の肉体と身体能力に最適化した剣技を繰り出すことができ、更に繰り出す攻撃の一つ一つが致命的なラッキーヒットとなり、自分に対する攻撃はあらゆる要因によって失敗させられる。
一輝との試合で、「過剰なる女神の寵愛」を軽々と凌駕され、「自分を居ない者にしてきた女神ですら勝てなかった一輝を倒せば今度こそ自分を世界に示せる」と挑むが敗れ、一輝に龍馬の言葉を送られ改心した。
サラ・ブラッドリリー
伐刀者ランク：C→A　攻撃力：C　防御力：F　魔力量：A　魔力制御：A　身体能力：F　運：D
暁学園の生徒で、普段は「マリオ・ロッソ」という覆面画家として活動している。『血塗れのダ・ヴィンチ』（禄存学園に在籍していたころは『万華鏡（カレイドスコープ）』）の異名を持つ。固有霊装は筆とパレットの二つで構成された「デミウルゴスの筆」。「イメージの具現化」を体現する概念干渉系の伐刀者。
実力を隠していたが、真の実力はAランク。
ステラを上回る爆乳の持ち主。
一心不乱に絵を描き続けた父親が遺した未完成の絵を完成させることを人生の目的としており、一輝をそのために必要なモデルとして執拗に追いかける。生まれつき重い病を患っており、治療目的で「解放軍」に協力している。すでに治療を受けてある程度回復しているが、それでも常人に比べると極めて虚弱。
絵を描くこと以外への関心がなく、常に絵具除けのエプロンしか着用していない。
多々良 幽衣（たたら ゆい）
伐刀者ランク：B　攻撃力：C　防御力：A　魔力量：D　魔力制御：C　身体能力：B　運：C
「解放軍」の凶手として育てられた少女で、『不転』の異名を持つ。固有霊装はチェーンソー型の「地摺り蜈蚣（じずりむかで）」。「反射」を体現する概念干渉系の伐刀者。
暗殺者育成機関《黒い家（アップグルント）》出身で、その生い立ちゆえ、動体視力や集中力が高く、「代謝操作」等、試合よりも実戦に強い。本名はフィーア。
《黒い家（アップグルント）》の雇い主を殺した養姉アインを罰するため、ヴァーミリオン皇国では一輝やステラに強力する。最初はステラに対して恨みを抱いていたが、次第に強い意志と才能を尊敬するようになり、ステラに助言と「代謝操作」を伝授した。
風祭 凛奈（かざまつり りんな）
伐刀者ランク：C　攻撃力：F　防御力：F　魔力量：B　魔力制御：D　身体能力：F　運：A
日本でも有数の財閥のお嬢様。父親が解放軍の重鎮であるために協力しているが、本人は解放軍の構成員ではない。『魔獣使い（ビーストテイマー）』の異名を持つ。固有霊装は首輪型の「隷属の首輪（れいぞくのくびわ）」。「支配」を体現する概念干渉系の伐刀者で、霊装を他者に着けさせることでその人物を霊装として扱い、自身の魔力を非伐刀者に与えることで伐刀絶技を使用させることができる。本人に戦闘力がない。
暁学園は偽名を名乗っている人物が多いとされるが、彼女は本名である。また、サラが彼女の父の養子となっているため、サラとは義理の姉妹の関係にある。
作中の漫画「黄昏の魔眼使い」に影響を受けており、片目にカラーコンタクトを入れ眼帯で隠している。同様の理由から難解で仰々しい言い回しを多用したがり、メイドのシャルロットの通訳が必要となっている。
スフィンクス
凛奈が飼っている黒いライオン。「隷属の首輪」を着けており、「停止」を体現する概念干渉系の伐刀者になる。
シャルロット・コルデー
風祭家に仕えるメイド。本来は非伐刀者だが、「隷属の首輪」を着けており、「障壁」を体現する概念干渉系の伐刀者になる。
普段は落ち着いた物腰だが、凛奈に対して行き過ぎた忠誠心を抱いており、彼女に近づく者には凄まじい憎悪を向ける。凛奈の芝居がかった話し方の翻訳者。
平賀 玲泉（ひらが れいせん）
伐刀者ランク：B　攻撃力：D　防御力：C　魔力量：C　魔力制御：A　身体能力：C　運：C
仮面を着けた男。『道化師』の異名を持つ。固有霊装は糸状の「地獄蜘蛛の糸（ブラックウィドウ）」。
固有霊装を介して無機物・有機物を問わず操ることができる『人形師』であり、技の一つである「操り人形（マリオネット）」は、操る相手の能力を強制的に引き出すこともできる。
非道な行為を喜んで行う、暁学園の中でも飛び抜けて邪悪な人物。
その正体はオル＝ゴールの作った人形であり、平賀玲泉という人間は存在していない。
暁学園はアニメには登場しないため、奥多摩で一輝とステラを襲った玲泉の岩人形は、代わりに赤座守に仕える伐刀者によって操られている。

#### その他の七星剣武祭出場者
倉敷 蔵人（くらしき くらうど）
声 - 細谷佳正
伐刀者ランク：C　攻撃力：B→A　防御力：B→S　魔力量：D　魔力制御：F→D　身体能力：B+→A　運：D
貪狼学園の3年生で、貪狼学園のエースにして、昨年度の七星剣武祭ベスト8のCランク騎士。『剣士殺し（ソードイーター）』の異名を持つ。固有霊装は鉈型の「大蛇丸（おろちまる）」。
伐刀絶技「蛇骨刃」によって蛇腹剣の如く自由自在に可変させることができ、間合いを自在に操れる。
道場破りで海斗を倒し、綾辻一刀流の道場を乗っ取った事で絢瀬にとっての仇敵となる。他人に暴力を振るうことを厭わない一方、根からの悪人ではなく、道場を懸けた一輝との勝負の後には素直に道場を返し、それ以来一輝をライバルと認め、七星剣武祭で一輝との再戦を待ち望み修行を積む。
一輝達が参加した七星剣武祭では海斗との地獄の訓練を経て、二刀流になり大蛇丸の形状も西洋の剣のように両刃型に変化している。
伐刀者としての能力とは別に、常人では有り得ない0.05秒の反応速度を出せる特異体質「神速反射（マージナルカウンター）」を有する。
薬師 キリコ（やくし きりこ）
伐刀者ランク：B　攻撃力：D　防御力：B　魔力量：C　魔力制御：A　身体能力：E　運：D
『白衣の騎士』の異名を持つ廉貞学園の3年生の伐刀者で、普段は騎士ではなく医師として活躍している。「水」を操る自然干渉系の伐刀者。
珠雫のように水そのものや冷気を使うのではなく、水を介して自他の人体に干渉して戦う。
水使いとしての能力は極めて高く、珠雫をして自分以上であると云わしめており、騎士として本格的に活動すれば間違いなくAランク判定を受けられるほどと評されている。
珠雫の「青色輪廻」と同系の伐刀絶技で、自分の身体と服を同時に気化し、相手に組み付く形で完全なる再生をさせたりする。
天音の「死神の手」から一輝の命を救った後、兄を救えなかった無力感を感じていた珠雫は彼女の弟子になった。
加我 恋司（かが れんじ）
禄存学園の学生。身長236cm・体重370kgという高校生離れした容姿をしている。『鋼鉄の荒熊（パンツァーグリズリー）』の異名を持つ。固有霊装は廻し型の「雷電（らいでん）」。「鋼鉄化」の身体能力強化系の伐刀者。
見た目通りの豪快な人物で、強い北海道訛りで話す。小学生時代からリトルリーグで活躍しており、王馬や諸星とも面識がある。
鶴屋 美琴（つるや みこと）
巨門学園の学生で、年度の七星剣武祭ベスト8の一人。『氷の冷笑』の異名を持つ。固有霊装はモノクル型。
実利的な考えの持ち主で、勝つためならばルールに反しない程度の卑怯な戦術は辞さない。

#### 黒鉄家関係者
黒鉄 龍馬（くろがね りょうま）
声 - 有本欽隆
『大英雄』の異名を持つ。固有霊装は二対の長刀型の「氷牙（ひょうげ）」。「水」を操る自然干渉系の伐刀者。
《魔人》の一人であり、日本史上最強の水使い。
一輝の曾祖父にあたり、一輝の目標にして恩人でもある。第二次世界大戦で日本を勝利へと導いた英雄であり、「サムライ・リョーマ」として世界的に有名。
《暴君》との戦闘の末、自身の固有霊装の一本を生贄に《暴君》の魂に永遠の停止を与え、彼を討伐した。それにより、固有霊装を一本失って一刀流になり引退することになった。
引退後に《帝都ホテル占領事件》が起きた際、播磨天童と戦い勝利し、凍結封印した。
息子である玄馬に嫌われており、一時期黒鉄家から追い出されていた時期があり、海外を転々としていた。その時にエーデルワイスに剣技を教えていた。
遭難した幼少期の一輝を救った数か月後に亡くなっている。
黒鉄 厳（くろがね いつき）
声 - 速水奨
一輝や珠雫、王馬の父。黒鉄家現当主であり、国際魔導騎士連盟日本支部長。『鉄血』の異名を持つ。
黒鉄家の一人息子として自我が形成されるより前から当主となるべく育ったため、家としての方針を守ることに凝り固まっており、一輝に対して人間として一切の期待をかけず、騎士となり中途半端に大成することすらも害であると考えている。一方で親としての情も持ってはいるが、徹底して公人としての自分を優先しているためにそれが表に出ることはない。
一輝の5歳の誕生日に「何も出来ないお前は、何もするな」と言い、10年以上も彼と関わらなかったため、黒鉄家のほとんどの人が一輝を無視するようになった。一輝が家出をして破軍学園に入学した後、彼の卒業を何度も妨害した。能力値制度の裏には息子のような人間が騎士として成功したとしても、Fランク相当の騎士では普通の拳銃でも致命傷を負いかねないが故に、息子を始め資質に恵まれなかった同様の人間を守るために線引きを設けたという事実があったが、それを差し引いても娘からは心底嫌われ、あまりに無感情故にステラも一輝の実の親ではないと疑ったことがある。
赤座守が一輝とステラの関係をスキャンダル化することを許すが、ステラと出会ったとき、彼女を息子の恋人として素直に受け入れる。また、親子の縁を切るという申し出を一輝が断ったときも、彼の成長を心から称賛した。
日本支部長として、全国の魔導騎士の能力を把握している。
赤座 守（あかざ まもる）
声 - 大川透
黒鉄家の分家筋に属する伐刀者で、《連盟》の倫理委員会代表を務めていた。バトルアックス型の固有霊装を使う。
昇進のために一輝を査問会で徹底的に追い詰めた上で晒し者にして永久追放しようとしたが、最終戦の相手である刀華が敗北したことで目論見が崩れて錯乱し、自らの手で一輝を始末しようとしたところをステラに制裁され、一連の騒動の責任を取らされて失脚した。
黒鉄 玄馬（くろがね げんま）
龍馬の息子。厳の父親であり、一輝や珠雫、王馬の祖父。黒鉄家先代当主であり、国際魔導騎士連盟元日本支部長。
龍馬があまりにも偉大で革新的な人物であったため、龍馬に反発して、黒鉄家当主として規律の厳格化を徹底的に行い、それを自身の息子である厳にも徹底教育した。
《大炎》を封印管理するために『コキュートス』を作らせた。

#### ヴァーミリオン皇国
シリウス・ヴァーミリオン
声 - 堀秀行
ステラの父親で、ヴァーミリオン皇国の国王を務めており、厳とは旧知の仲である。『紅蓮の荒獅子』の異名を持つCランク騎士。「火」を操る自然干渉系の伐刀者。固有霊装は斧型の「赫炎の大斧（イフリート）」。
娘には過剰なほどの愛情を注いでおり、ステラの留学の際には反対を貫いた末に一時的に国王でありながら投獄までされてしまった。ステラに結婚を申し込んだ一輝のことを公式に認めはしたが、内心では納得できておらず、一輝がヴァーミリオン皇国を訪れた際には彼同様ステラを愛する全国民を秘密裏に扇動し、国ぐるみで一輝を襲撃した。そのことが露見した際にはステラに絶縁されかかっていた。内心は一輝の武術を尊敬しており、ヴァーミリオン皇国を守るために戦う姿を見て、渋々ステラとの結婚を許可する。
かつては優秀な伐刀者だったが、現在は加齢で衰えているようで左目はほとんど見えていない。
アニメでは、原作でも本名が判明する前であったため「ヴァーミリオン国王」表記。
本来は、情義に篤い好漢で、アニメでは厳の一輝に対する振る舞いを「大人の事情に子供を巻き込むな」と赫怒したり、友国のクレーデルラントの危機には迷うことなく手を差し伸べ、上記のように疎んでいた一輝を、彼の行動に触れ、ルナアイズに嵌めれた形でした約束を履行しようとし、頑なだったルナアイズが初めて、ヨハンの傍にいたいと本心を吐露した際には、背中を押す度量の持ち主。
アストレア・ヴァーミリオン
声 - 村中知
シリウスの妻でありステラの母親、ヴァーミリオン皇国王妃。娘よりも幼く見える歳不相応な容姿で、おっとりとした可愛らしい言動をするが、シリウスは彼女に頭が上がらない。夫とは違い、一輝とステラの愛情を最初から受け入れる。
有事の際には、自国を優先する合理性の持ち主ながら、結局はシリウスの無茶ぶりに振り回される形で、その決断を尊重する。
原作よりも先にアニメで登場したため、幼さがまだ定着しておらず、見た目は大人の女性。
ルナアイズ・ヴァーミリオン
ステラの姉、ヴァーミリオン皇国第一皇女。ステラとは対照的にクールな性格をしている。性格はアストレア以上に合理を重んじ王族の責任感が強く、幼馴染のヨハンが学生という身分に浮ついて道を踏み外しかけたのを痛烈な平手打ちで引き戻した。
クレーデルラントの争乱では自国を優先し、単身オル＝ゴールの元へ赴き、彼が望む悪魔の通貨を支払う形で代表選の体裁を整え、国民が国外に出る猶予を勝ち取るが、それでも国民は「自分達なりにできることをする」と国内に留まり続け、後に成長したステラの姿を見て、ヴァーミリオンの未来を切り開く真の王が誕生したことを確信し、自らは王位継承権を放棄することを決意し、同時に責任感で覆い隠していたヨハンの気持ちを吐露させ、心身ともに傷ついた彼を傍で支えていきたいと初めて自分の気持ちに正直となった。代表戦後、ヨハンと結婚する。
ダニエル・ダンダリオン
国際魔導騎士連盟ヴァーミリオン支部長を務める老人。固有霊装はフルーレ型の「ライオンハート」。
ヴァーミリオン皇国では剣技指南役も務めており、皇族からの信頼も篤い。有利な地形で勝負を挑んだとはいえ、七星剣武祭で大幅に力を高めた一輝と剣術で渡り合えるほどの実力者。
ティルミット・グレイシー
ヴァーミリオン国立魔導院一年で、ステラの幼馴染。固有霊装はトライデント型の「トリアナ」。
地面を水のように泳ぐ能力を持つCランク騎士。一人称は「オレ」。基本的にミリアリアと一緒に戦う。
ほとんどの皇国民と違って、一輝がステラと結婚することに何の問題もないが、賞金を得るためにとにかく彼を狙う。
ミリアリア・レイジー
ヴァーミリオン国立魔導院一年で、ステラの幼馴染。固有霊装はマスケット型の「キャスパー」。
弾丸が必ず命中するCランク騎士。基本的にティルミットと一緒に戦う。
ほとんどの国民と違って、一輝がステラと結婚することに何の問題もないが、賞金を得るためにとにかく彼を狙う。
シグナード・イルオーン
ヴァーミリオン皇国陸軍大将。赤座守による一輝への誹謗中傷を信じ、一輝がヴァーミリオンに到着すると国民を集めて攻撃する。

#### その他の連盟所属の登場人物
月影 獏牙（つきかげ ばくが）
日本の現総理大臣で、国際魔導騎士連盟からの脱退を掲げて支持を集めている。
「七星剣武祭を崩壊させる」という目的のために暁学園を創設し、名うての暗殺者を《解放軍》に金を払い雇い入れ、そこの生徒にした。破軍学園の元理事長であり、黒乃はその頃の教え子にあたる。
「歴史」を司る因果干渉系の伐刀者であり、固有霊装である水晶玉型「月天宝珠（がってんほうじゅ）」を使って自分や他人の過去を見ることができ、能力の強さは同じ因果干渉系の伐刀者である紫乃宮天音を上回り、彼の過去すら見ることができるが、その事実は秘匿されている。まれに過去ではなく未来の自分が見た光景を見せる場合がある。非常に強力な能力であるが《魔人》の過去や未来は一切見れない。
《暴君》の老衰死（実は《暴君》は第二次世界大戦時に既に亡くなっており、それが《解放軍》内部で明らかになる）による《解放軍》の崩壊により、世界の三大勢力が《連盟》と《同盟》の二つだけになり、この二つの衝突によって再び世界大戦が引き起こされ、日本が滅びる映像を見たことで、日本を《連盟》から脱退させ《同盟》に加入させようと決意し、総理大臣を目指した。
総理大臣になってからは《同盟》側が《解放軍》から有能な伐刀者の引き抜きを行っていることを知り、それに対抗する形で《解放軍》に近付き、「暁学園」を設立、「七星剣武祭」で「暁学園」の生徒を優勝させることで《連盟》脱退の足掛かりにしようとした。しかし、「暁学園」は準決勝までで全員敗北し、決勝戦は「破軍学園」の一輝とステラで行われたので失敗。寧ろ《連盟》脱退の支持者が激減する結果となった。
決勝戦で一輝が《魔人》に《覚醒》し、新しい未来が誕生したことで、「かつて黒鉄家を訪れた時に、多くの子供達が広場で楽しそうに訓練しているのに、敷地の片隅でたった一人で折れず腐らず黙々と剣技の修練を続けていた彼の作る未来はきっと多くの人達の笑顔溢れるものになるだろう」と一輝達若者に未来を任せることにし、涙を流した。
海江田 勇蔵（かいえだ ゆうぞう）
七星剣武祭運営委員会の会長。「雷」を操る自然干渉系の伐刀者。現役時代は『裁きの雷』という異名でKOK・A級リーグで活躍しており40代以上のファンから高い支持を得ている。
牟呂都（むろと）
七星剣武祭の解説を務める騎士。
片足が義足であり、一度は諸星と同様に再生治療を受けたが挫折している。
飯田（いいだ）
七星剣武祭の実況を務めるアナウンサー。
アイリス・アスカリッド
《魔人》の一人であり、KOK世界ランキング4位に位置する。『黒騎士』の異名を持つ。固有霊装は全身鎧型「無敵甲冑（オレイカルコス）」。「不屈」を体現する概念干渉系の伐刀者。
霊装は世界最高の防御力を誇り、鎧を装備した人間に無尽蔵の回復能力をもたらす。必要に応じて装備を部分的に外すこともできるので、装備を貸し与えることで怪我の治療にも使える。公の場では常に鎧を着用しているため、代表戦が放送される前は彼女が女性であることを知る人はほとんどいなかった。
本名はアイリス＝ゴール。弟のオルレウス＝ゴール（オル＝ゴール）や家族と共にフランスの小さな村で暮らしていたが、オルレウスが10歳になった時に起こした事件で操られ、両親を含む村の住民全員を、その手で惨殺させられる。その後は連盟の追手の足止めに使われ鎮圧されるが、その直後に覚醒し魔力切れまで足止めを続けさせられた。後に連盟で保護されたが、精神は取り返しようもないほどに疲弊し崩壊寸前な中、後の養母となるレヴィ・アスカリッドから敢えて追い詰めるような言動で叱咤され、自分のすべきことを再認識、オル＝ゴールの悪魔のような本性を見破れなかったことに責任を感じ、オル＝ゴールを止めることが自分の使命だと考えている。
実は彼女が覚醒した本当の理由は弟を守るためであり、そのために限界を超えてでも自分を操るオル＝ゴールの要求に応え続けていた。代表戦中、命乞いをする兄を守るため、自分のチームを裏切る。一輝だけが彼女の意志を尊重し、それでもヴァーミリオン皇国を守るために戦う。オル＝ゴールをステラから救うために必死で消耗戦を諦め、一輝の「追影」と正面から対峙するが、鎧ごと切られ、強化された体から自爆した。
レヴィ・アスカリッド
国際魔導騎士連盟フランス支部長。『バヨネット』の異名を持つ。アイリス・アスカリッドの養母。
村を虐殺するまでオル＝ゴールの精神の異常に気づかなかったアイリスを責め、弟の残虐行為を止めるために魔導騎士になるよう説得した。実は、アイリスの「覚醒」が弟を守るためだと気づき、アイリスをこれ以上の罪悪感から守りたかったということだ。
一輝がイリスに弟のために戦うことを許した後、養女を殺した一輝に対して恨みを抱かず、むしろアイリスを後悔なく死なせてくれたことに感謝した。
ヨハン・クリストフ・コールブランド
『黄金の風』の異名を持つ、クレーデルラント国内唯一のBランク伐刀者。固有霊装は槍型の「黄金戦車（チャリオット）」。「道を拓く」を体現する概念干渉系の伐刀者。
ヴァーミリオン皇国の隣国、クレーデルラントの王子。
ヴァーミリオン皇国との戦争に備え、他の参加者4人と共に調整をしていたところをオル＝ゴールに襲撃され敗北。
オル＝ゴールに操られる形で現クレーデルラント王を殺害し、自らが新しいクレーデルラントの王になった。
代表戦中、ルナアイズへの想いからオル＝ゴールの支配から逃れ、家族や仲間の復讐のためオル＝ゴールを一度殺害する。代表戦後、ルナアイズと結婚する。
アーサー・ブライト
国際魔導騎士連盟の本部長を務める騎士で、KOK世界ランキング1位にランクインしている。『白髭公』の異名を持つ。
第二次世界大戦当時は英国軍の主力として従軍しており、大戦の元凶が《暴君》による洗脳であることを看破。龍馬や南郷といった、自身が特に信頼する伐刀者と秘密裏に連携し、《暴君》を倒して世界大戦を終結に導く。
その後も、《連盟》と《同盟》の直接対決の防止、及び裏社会の暴走を防ぐための必要悪として《解放軍》を設立、存続させる。また、《連盟》加盟国間の調和のために戦争にルールを設けるなどして、世界の均衡のために尽力した。
ノーマン・クリード
「翼の宰相」異名を持つ、アーサー・ブライトのの右腕。固有霊装は七百七十七本のナイフ型の「蒼天の扉（ディヴァイン・ゲート）」。
「瞬間移動能力（テレポート）」を体現する概念干渉系の伐刀者であり、自他が霊装から霊装へ瞬時移動できる最高峰の転移系能力を持っている。
木場 善一（きば よしかず）
『剣狼』の異名を持つ、元KOK・A級リーグ12位の伐刀者で、新宮時黒乃に塗り替えられるまで日本人の魔導騎士では最高位だった。
固有霊装は刀型の「霜月（しもつき）」。能力は「氷と冷気」を操る自然干渉系の伐刀者。
魔術と剣術共に一流だったが、十五年前に突如引退し、失踪した。
バルト危機で《連盟》軍として従軍し、《比翼》に近付くこともできずに敗れ、失踪した。
再び《比翼》に挑もうとするも《饕餮》に敗れた。
カルロ・ベルトーニ
KOK世界ランキング2位の伐刀者にして、『カンピオーネ』の異名を持つイタリア最強の騎士。固有霊装は槍型の「ネプチューン」。「水」を操る自然干渉系の伐刀者。
都市を洪水させるほどの水を作り出すことができる世界最強の水使い。《連盟》の援軍として禁断の伐刀絶技 「第八大海（アドリアン・ブルー）」でナジームを追い詰めるが、最終的に殺される。
KOK世界ランキング4位以上は基本的に《魔人》であるが、唯一《魔人》でない。そのため、試合は兎も角、何でもありの実戦では《魔人》の持つ引力やデタラメさにはかなわない。

### 解放軍（リベリオン）
アダムス・ゲーティア
かつて世界最強として畏れられた《魔人》。『暴君』の異名で恐れられた。固有霊装は血色の長剣型の「ブルトザオガー」。「超能力（エスパー）」を体現する概念干渉系の伐刀者。
《解放軍》のトップに君臨し、世界を裏から支配すべく、自らの能力を用いて世界の国々の上層部を洗脳して第二次世界大戦を引き起こした。《白髭公》アーサー・ブライトに気付かれ、龍馬や寅次郎など彼が率いる伐刀者と秘密裏に戦いになる。最終的に龍馬に敗れ、魂を凍結停止させられ死亡した。
《超人》エイブラハム・カーターは彼のクローンであり、彼由来の魔力と能力を持つ。
死亡しているものの、罪を犯した伐刀者をまとめて監視しやすくする目的で、ブライトらによって死を秘匿され、彼を旗本にしたまま現在の《解放軍》は存続している。彼のクローンであるエイブラハム・カーターが《暴君》に扮している。
ビショウ
声 - 野島健児
テロ組織「解放軍」の一員であり、非伐刀者を指揮する「使徒」の伐刀者。固有霊装は指輪型の「大法官の指輪（ジャッジメントリング）」「反射」を体現する概念干渉系の伐刀者で、左手で攻撃を無効化し、右手で無効化した攻撃を反射する。この二つの効果をそれぞれ「罪と罰」と称している。
ヤキン
声 - 山本格
ビショウの手下。女子供にも容赦しない気の荒い性格。
ヴァレンシュタイン
「解放軍」の重鎮、「十二使徒（ナンバーズ）」の一人である壮年の男で、有栖院やオル＝ゴールを解放軍に迎え入れた張本人でもある。『隻腕の剣聖』の異名を持つ。固有霊装は大剣型。「摩擦」を操る自然干渉系の伐刀者。
その剣技に加えて、摩擦を操作する能力によって相手の攻撃を弱め、自分の攻撃はあらゆる防御を破らせることができる。
オル＝ゴール
「十二使徒（ナンバーズ）」の一人で、『傀儡王（かいらいおう）』の異名を持つ《魔人》。固有霊装は糸状の「地獄蜘蛛の糸（ブラックウィドウ）」。
《解放軍》最高の《人形師》。平賀玲泉を操っていた大元の人物であり、平賀以外にも1000を超える操り人形を全世界に配して同時に操っている。
人格は平賀同様、人の不幸や苦しみを見て喜ぶ邪悪そのもの。七星剣舞祭で平賀を倒されたことをきっかけとしてステラに執着を見せており、彼女を絶望の淵に陥れるために全ての操り人形の操作を打ち切り、《解放軍》まで捨て生身で活動を開始する。
以前はアスカリットら家族4人で暮らしており、本来のフルネームは、オルレウス＝ゴール。村の住民に好かれる社交的な人物だったが、10歳の誕生日に自らの手で姉のアイリスを操り、村の人間全員を始末した。この際、一人一人違う殺し方をする、家族も容赦なく手にかけるなど、すでに自身の残忍さが現れていた。
代表戦中、支配から逃れたヨハンに一度殺されるが、自らの死体を蘇らせる。一輝を殺害することでステラを《覚醒超過》へと追い込むが、珠雫が一輝の復活を保証したことでステラに圧倒されてしまう。最期は、姉の愛にもっと早く気づけなかったことを悔い、灰燼に帰す。人形の解放は、天道播磨の復活を含む世界各地での脱獄を引き起こし、《解放軍》の壊滅は《連盟》と《同盟》の戦争を助長したり、死後も世界を苦しめ続けた。
普段は裏方として活動しているため、《魔人》でありながら、戦闘にはあまり慣れていない。能力の相性の悪さから非《魔人》ヴァレンシュタインに追い詰められ、熟練した《魔人》に歯が立たない。
ナジーム・アル・サーレム
『砂漠の死神（ハブーブ）』の異名を持つ《魔人》。固有霊装は籠手型の「トシュカトル」。「砂」を操る自然干渉系の能力を持っているように見えるが、 実は「乾き」を体現する概念干渉系の伐刀者。手に触れた物の水分を蒸発させる能力を持ち、あまりにたくさんの人々を殺したことから、「死」の概念を体現するに至り、《覚醒超過》により絶大な力を持ち、《白髭公》アーサー・ブライトに匹敵する実力を持つ。砂に変化して物理攻撃を無効化する。
世界最強の傭兵として恐れられ、敵も雇い主も滅ぼし戦利品を独占する。オル＝ゴールが解放軍を抜けた際、クレーデルランドを陥落させた後に自分をその国の王にすることを条件にオル＝ゴールと共に《解放軍》を離反した。
アイン・アップグルント
多々良と同じ暗殺者育成機関《黒い家（アップグルント）》出身の伐刀者で、 『悪の華（ダーティローズ）』の異名を持つ。固有霊装は種型の「アスタロッテ」、子宮に植え付けた。生物の生命力を養分とする花を相手に植え付ける能力を持つ。
ナジームと同様に解放軍を離反した。
B. B
解放軍がどこかで拾った5歳の子供で、アインについていく形で《解放軍》を離反している。伐刀者としての能力を開眼しており、全身を巨大化させる能力を持つ。
アイリスの話ではB. Bとは「Big Baby」の略称とのこと。
風祭 晄三
「十二使徒（ナンバーズ）」の一人で、凛奈の父。サラの父親が亡くなった後、彼女を養子にした。
月影に協力するため、暁のメンバーを集めた。
伐刀者ではないが、エイブラハムの「精神操作（マインドコントロール）」に抵抗する精神力を持っている。
カール・アイランズ
『大教授（グランドプロフェッサー）』の異名を持つ「十二使徒（ナンバーズ）」の一人であり、有名な米国の科学者。固有霊装は拳銃型の「ダーウィン」。「水」を操る自然干渉系の伐刀者。「細胞魔法」で命を創造できる世界最高峰の水使い。
霊装は様々な生き物や武器に変身でき、身体は「完全掌握」によって一輝の想定された全盛期に変身できる。本体は頭蓋骨から取り出された大きな脳であり、霊装で自分の体を操る。
慈善家や軍事顧問など、公の場では複数の顔を持つが、《解放軍》を利用して伐刀者に違法な実験を行っている。大麻を吸いすぎて歯が黄色くなっている。
目標は全人類を伐刀者、最終的には《魔人》に進化させること。そのために「史上最強の生命体」を創ろうとしている。死んだ《魔人》である《暴君》の遺伝子を使ってエイブラハム・カーターを作ったが、真の《魔人》を生み出すことはできなかった。《連盟》の伐刀者をモルモットにするために米国による日本の征服を扇動したが、それが失敗し、自らステラを誘拐する。《暴君》の霊装を「究極の魂」、ステラを「究極の肉体」として利用し、ステラの人格を排除させて「母体」にするつもりである。
肉体は珠雫によって破壊されるが、霊装によってステラの体に憑依する。一輝はステラの魂を救い、彼女の体から追い出される。日本とヴァーミリオンに核ミサイルを数発発射しようとするが、エーデルワイスの依頼でフー・シャオリーが彼の脳を見つけて焼き尽くす。

### 大国同盟（ユニオン）

#### アメリカ
エイブラハム・カーター
『超人（ザ・ヒーロー）』の異名を持つ、米国特殊能力部隊《サイオン》の隊長であり、大国同盟（ユニオン）の盟主を務める超能力者（伐刀者）。固有霊装は籠手型の「ゴスペル」。「超能力（エスパー）」を体現する概念干渉系の伐刀者。
その正体はゲーティアのクローンである。魔人ではないものの、魔人クラスの魔力と《暴君》由来の能力を持つ。本来は個々の能力は、それぞれの能力に特化した伐刀者には劣るはずであるが、圧倒的な魔力によって、万能で強力なものとなっている。《サイオン》の部隊員も全員《暴君》のクローンである。
《同盟》の盟主でありながら、解放軍の《暴君》役も行い世界の均衡に貢献してきた。
単独での戦闘能力は《魔人》には劣るが、連盟基準でAランク以上の伐刀者が数百人存在するという、群体としての最強。
18巻で黒乃一人に200体以上倒された。
ダグラス・アップルトン
『白鯨』の異名を持つ、アメリカ最強の《魔人》。固有霊装は超ド級戦艦空母型「エンタープライズ」。「浮力」を体現する概念干渉系の伐刀者。霊装は世界最大であり、カール・アイランズによって改造された。
アメリカが常に「正義」を体現していると信じており、「悪」とみなす《連盟》の民間人を殺害することに何の躊躇も感じない。
一対一であればエイブラハムにも勝る。
ランバルト・ラープ
『赤い蠍（レッドスコルピオン）』の二つ名を持つ超能力者（伐刀者）、《USSS（ユナイテッド・ステイツ・シークレット・サービス）》の隊長。固有霊装は鋭く長い一本針を持つ籠手型の「デススティンガー」。「毒」を体現する概念干渉系の伐刀者。
十五年前のバルト危機で《同盟》軍として従軍し、《比翼》に近付くこともできずに敗れ、失踪した。
再び《比翼》に挑もうとするも《饕餮》に敗れた。

#### 中華連邦
フー・シャオリー
『饕餮（とうてつ）』の異名を持つ中国の《魔人》。固有霊装は藍色の籠手型の「蛮鬼（ばんき）」。「複写」を体現する概念干渉系の伐刀者。
「神竜寺」の武僧で「闘神」の称号に最も近いと言われる四人の仙人（《魔人》）、「四仙」の一人で最年少で《魔人》に至った。中国の武が世界一であることを証明するために戦っている。現「闘神」である《大老師》にも勝利したことがある中華最強の闘士（伐刀者）。
「闘神リーグ」以外の他流試合を禁じた「神竜寺」の「五禁」内、三つの戒めを破ったため、普段は《神竜寺》の『極苦楼（きょっくろう）』に幽閉されていたが、抜け出している。
エーデルワイスに挑むためエーデルベルクに登頂し、エーデルワイスの家を守る役目を負っていたステラを圧倒するが、最終的にはステラの「覚醒」に敗れる。力不足を感じ厳しい訓練を始めるが、食事の準備を忘れてしまい、エーデルワイスによって餓死から救われる。感謝の気持ちからエーデルワイスの部下となる。
中国拳法と能力の合わせ技術である「四象拳」を極めた達人で、圧倒的な技巧と一輝にも匹敵する近接戦闘での引き出しの数、殺気と意志を読み取る一輝の「完全掌握（パーフェクトビジョン）」に近いことなど、をやって見せた。
様々な能力をコピーしたが、自身の拳法と非常に相性が良く、尚且つ桁違いに強力なステラの能力をコピーしてからは、それを使っている。
大老師
中華連邦の伐刀者集団「神龍寺」の長。闘神リーグの現優勝者で、『大老師』の異名を持つ。
かつて南郷寅次郎に敗れて闘神の座を奪われ、非公式でフー・シャオリーにも敗れた。

### その他の登場人物
綾辻 海斗（あやつじ かいと）
声 - 斧アツシ
『最後の侍（ラストサムライ）』の異名を取る非伐刀者の剣客。綾辻一刀流道場の師範。道場破りの倉敷蔵人に敗れて重傷を負い長らく意識不明の状態にある。
非伐刀者でありながら、犯罪者の伐刀者逮捕に貢献したこともあるらしく、珠雫によると伐刀者でないことを惜しまれた剣士とのこと。
心臓の病気を患い、剣士として衰える一方であった自分に対して全力で挑みかかってきた蔵人には内心で感謝しており、回復後には蔵人に自らの技を授けている。
ユーリ
有栖の幼少期の親友。有栖と同様に伐刀者であり、生き抜くために有栖と幾たびも殺し合いをしたが、ある日から力を合わせて孤児達の面倒を見ることを決意する。性格は、有栖とは正反対のボーイッシュな性格をしている。
市長からストリートチルドレン狩りの依頼を受けたマフィアに殺されてしまい、彼女の死が有栖の解放軍への道を進むきっかけとなる。
エーデルワイス
『比翼』の異名を持つ《魔人》。固有霊装は二対の剣「テスタメント」。「契約」を司る因果干渉系の伐刀者。
一輝の目指す頂きに存在し、彼をまともに倒した唯一の対戦相手。対人特化でありながら単独で世界を相手にできる、作者公認の作中最強の人物で、初登場から一貫として最強であり続けた。
十五年前バルト危機で、エストニアに侵攻した《同盟》のロシア帝国と、それに対抗した《連盟》の両軍を三十万人を一人で叩き潰した事から双方から指名手配を受け、両勢力による追跡を逃れている。
その十年後にエストニアが《連盟》に加入した際、エストニアは彼女が住む《剣峰》エーデルベルクとその周辺の領有権を放棄、一人の剣士を相手に一国が領土を捨てて逃げ出したことで、「世界最強の剣士」と呼ばれるに至った。
悪名高い人物であるにもかかわらず、実際には相手を不必要に殺したりしない優しい人である。
初速・終速の概念がなく初動から最大速度で動くことができ、一切の音を発生させず、力の全てを威力に変えるという独自の剣術により絶対的な強さを誇り、二刀流の剣がまるで翼のように見えることから《比翼》と呼ばれている。また、あまりにも極まった剣技により、大気が彼女に斬られたことに気付かず、暫くの間斬撃がその場に残ったり、地面を通して、相手に直接触れなくとも浸透勁を撃ち込むこともできる。本人も自分の能力は戦闘向きではないと認めているが、超人的な剣技でどんな敵でも倒せる。
《魔人》としての引力も圧倒的であり、彼女の引力によって、最低限《魔人》でないと、斬る必要なく相手の運命をねじ曲げ斬撃を浴びせられる。発する剣気は一流の騎士ですら震え上がらせるほど。
暁学園による破軍学園襲撃の際に一輝と交戦した際に剣技を盗まれた。一方、天音を暁学園に紹介したのも彼女であり、自分では救えなかった彼の心を救ってくれた一輝に感謝している。
甘いもの好きが祟って太ってしまった際のダイエットが剣を持つきっかけであり、偶然にも天賦の才能を持っていて、気が付けば最強になっていたとの事。その為、自分が何のために剣を振るうのか、その答えとなる騎士道を探し求めており、明確に剣を持つ理由がある一輝やステラを羨んでいる。
彼女に剣を教えたのは黒鉄龍馬で、エーデルベルクの山頂付近の彼女の家には写真が飾られており、故人となった今でも師として慕っている。
諸星 小梅（もろぼし こうめ）
諸星雄大の妹。おかっぱ頭で兄同様陽気な少女だが、自分が「遊園地に行きたい」と言い出したことが電車事故で兄が両足を失う遠因となり、気を病んで失声症になってしまい、雄大が再起を志すきっかけとなった。後に、一輝と兄の試合で、兄を応援しようとした際に声を取り戻した。
播磨 天童（はりま てんどう）
『大炎（たいえん）』の異名を持つ《魔人》。固有霊装は青銅剣型の「天叢雲剣（アメノムラクモ）」。「災害」を体現する概念干渉系の伐刀者。
第二次世界大戦中アジア大陸で戦ったが、戦友とともに捕虜となった。拷問により両目を失い、全身に重傷を負うも、《魔人》として覚醒し《覚醒超過》に至った。敵を殺したが、仲間を救うには遅すぎた。
《天導衆》という宗教団体の教祖で、《帝都ホテル占領事件》を引き起こし、派遣された黒鉄龍馬に敗れ、『コキュートス』に凍結封印されていた。
オル＝ゴールの騒動に発生した一時的な停電に乗じて「コキュートス」から脱出し、「若葉の家」に偶然出会った。最初は刀華達を助ける善意を見せていたが、刀華が「神の祝福」に値するとみなし、彼女を「覚醒」させるために残虐な「試練」を始めた。
《覚醒超過》によって、自分の身体を魔力に変化させ、物理攻撃やあらゆる魔力攻撃を無効化する。また、《魔人》の魔力総量により全ての伐刀絶技の規模も威力も桁違いになっている。
僅か一時間で福岡市全域を崩壊させ、5日で福岡県・佐賀県の全域、大分県・長崎県・熊本県の一部を壊滅させた。
諸星と蔵人の二人に追い詰められ、諸星の「無双一烈」によって魂を破壊されて死亡したが、雷雲に意識を写し、最期の一撃を放ったが刀華によって斬られ、世界規模の災に対して《魔人》への覚醒以外の道を示され、自らの過ちに気付き、逝った。
上記のように死後にも渡って非常に強力で反則的な強さを誇ったが、一輝やステラなら死後の雷も含めて単独でどうにかできるようで、作中強さランキングトップ5には確実に入らない。
ガイル
『怒濤（どとう）』の異名を持つ。能力者傭兵団《マーダーエントリー》のリーダー。
女性を極端に蔑視しており、エーデルワイスを倒せると妄想している。
闘魂四兄弟（レッド・ホット・ブラザーズ）
《比翼》討伐に来ていた伐刀者の四人組。
一人が「『スポーツ』の枠を越えた全ての行動を無効にする因果干渉系」の結界を張り、残りの三人がスポーツ縛りに適応させるようにした「魔力で爆弾を作る能力」「魔力を質量に変える能力」「倍の力で打ち返す能力」で敵を刈る。

## 用語

### 魔導騎士関連
伐刀者（ブレイザー）
己の魂を固有霊装として顕現させ、魔力を用い、異能の力を操る千人に一人の特異存在。重い社会的責任を背負うこととなるが、代わりに元服制度が適用され、15歳で成人となり、飲酒や結婚などが認められている。
アメリカでは超能力者、中華連邦では闘士と言われる。
固有霊装（デバイス）
伐刀者の魂を具現化した装備で、「霊装」と略記されることもある。魔力で出来ており、激しい戦闘を行っても基本的に破損することはないが、破損すると精神に大きなダメージを受ける。一概に武器の形をしているわけではなく、その形は様々。
他者に一切の肉体的損傷を与えず精神にのみダメージを与える「幻想形態」とすることが可能。
魂の形が変わるほどの経験を積むことで、形状が変化することがある。
伐刀絶技（ノウブルアーツ）
固有霊装を媒介として発動する、伐刀者の能力の総称。複数の種類に分類される。
身体能力強化系
肉体を強化する。単純な分、扱いやすいが、武術等を磨かないと中途半端になりやすい。
自然干渉系
火、水、風、電気など自然に存在するものを生み出し、操作する。出力や規模に差はあるが、同系の能力を持つ伐刀者がいる。特殊なものでは重力などもここに分類される。
外部から炎、風、電気などを取り込むことで、自分の魔力や出力を越える威力の伐刀絶技を発動することもできる。
因果干渉系
因果として存在する事象を操作し、引き起こす。
希少で非常に強力な能力で、能力の分類では最強とされるが、できることとできないことがはっきりしており、穴を探して攻略するのが基本。《魔人》には効き難い。
概念干渉系
特定の言葉や動物等を再現する。
上記の「身体能力強化系」「自然干渉系」「因果干渉系」以外の能力全てが分類されるため、多種多様。
その概念の解釈次第で出来ることが変わり、例えばステラの場合は自分の能力を勘違いしていたために当初は炎を操ることしかできなかった。
魔力
伐刀者としての異能を用いるための精神エネルギー。総魔力量は努力では伸ばせず、その人間が生まれ持った運命の重さに比例するといわれる。
実際、総魔力量の多い人物の方が、得意分野において、総魔力量の少ない人物よりも最終的な到達点が高く、これは剣技・芸術等魔力に関係のない分野も同様である。
魔導騎士制度
国際魔導騎士連盟の認可を受けた学校を卒業したものにのみ『免許』と『魔導騎士』という立場を与え、能力の使用を許可する制度。日本には認可を受けた学校は7校ある。各校に在籍している生徒は『学生騎士』として扱われる。学生騎士とプロ騎士は同じランクでも実戦経験や技術の差があり、基本的にはプロ騎士の方が実力が上のことが多いが、Bランク以上の学生騎士やCランクの学生騎士の一部はプロ騎士と同等以上の実力を持つことも。
暁学園
七星剣武祭を崩壊させるために創設された国立学校。「解放軍」の関係者など、各方面から優秀な伐刀者が集められ、各学園に送り込まれている。

### 家・組織関係
黒鉄家
かつて日本の大英雄・黒鉄龍馬を輩出した日本の魔導騎士社会で最も強い発言力を持つ一族。
一輝の破軍学園業を妨害したのは、表向きは「名家からFランクを輩出するのは恥だ」としているが、実際は「一輝のような例外を許すと一輝のように低ランクでありながら魔導騎士になろうとする第二・第三の落第騎士が誕生し、魔導騎士社会の秩序が乱れるため」である。
解放軍（リベリオン）
世界で最も有名な犯罪組織。伐刀者を『選ばれた新人類』とし、それ以外の人間（非伐刀者）を『下等人類』と位置づけ、伐刀者による『下等人類』の支配、『伐刀者は力ない民衆を守るべし』とする社会構造の破壊を目論んでいる。
その思想的に一般では伐刀者の組織だと思われているが、実のところ、構成員の大半は『信奉者』と呼ばれる解放軍の掲げる世界秩序に賛同する非伐刀者であり、『使徒』と称される伐刀者はほんの一部で、一部の伐刀者が非伐刀者を兵士として指揮するという部隊運用で活動している。最高幹部は「十二使徒（ナンバーズ）」で呼ばれる。
その歴史は長く数百年にも及ぶが、実は、第二次世界大戦で《暴君》が死亡し、一度消滅の危機に瀕したが、アーサー・ブライトや黒鉄龍馬らによって「《連盟》と《同盟》の直接対決の防止」と「裏社会の暴走を防ぐこと」を目的に、必要悪として故人である《暴君》を生きているように見せかけ、風祭家に出資してもらい現在に至る。
アルプス山脈の本部でオル＝ゴール達の反発により、非伐刀者7名とヴァレンシュタインを含む「十二使徒（ナンバーズ）」8名と『信奉者』数名が死亡し、《解放軍》は事実上壊滅した。
アニメでは言及されていない。
天導衆（てんどうしゅう）
戦後日本で反安保闘争に加担していた宗教団体。教祖は播磨天童。
《解放軍》が暴力による社会の変革を目的としているのに対し、《天導衆》は暴力や争いそのものを目的とし、『戦争』を賛美し、『平和』を忌み嫌う。争いこそが人間の正しい在り方、その中に生まれる進歩や成長を『祝福』と賛美する。
当時、アジア再植民地化計画を掲げていた野党側に付き、第三次世界大戦を望み行動していた。その最たる事件が「帝都ホテル占領事件」である。

### 事件・運動
バルト危機
十五年前、《同盟》のロシア帝国が、当時《連盟》と《同盟》どちらにも加盟していなかったエストニアに侵攻し、それに対抗して《連盟》側も軍を出し、（伐刀者を主力にした）両軍合わせて三十万人の軍隊が出陣し、あわや第三次世界大戦になりかけた事件。
《比翼》のエーデルワイスがたった一人で両軍を叩き潰したことで事件は終息し、エーデルワイスは《連盟》《同盟》双方から指名手配を受けることになった。
その十年後にエストニアを含むバルト三国が《連盟》に加入した際、エストニアはエーデルワイスが住む《剣峰》エーデルベルクとその周辺の領有権を放棄し、一人の剣士を相手に一国が領土を捨てて逃げ出したことで、エーデルワイスは「世界最強の剣士」と呼ばれるに至った。
反安保闘争
第二次世界大戦後、日本政府（与党）が全ての植民地を手放し、《国際魔導騎士連盟》の加盟国になる方針を示した際、アジア再植民地化計画を掲げていた野党や一部の団体がこれに反発し、各地で起こした反対運動。「帝都ホテル占領事件」があまりにも凄惨だったため、世論の反発を受け、野党議員の大量失脚と参加団体への抗議で終息した。
帝都ホテル占領事件
反安保闘争の最後に《天導衆》によって引き起こされた事件。
《連盟》加盟のポジティブキャンペーンとして中学生騎士同士の国際親善試合が予定され、そのために来日していたイギリス、フランス、イタリアの準学生騎士（中学生騎士）約30名と引率の教諭が、宿泊中の帝都ホテルに監禁され、居合わせた一般宿泊客を巻き込んだ戦闘が発生。伐刀者も派遣されたが、解決は難しく、事態を重く見た日本政府は引退していた黒鉄龍馬に依頼、彼が事件の首謀者であった播磨天童を捕らえ終結した。最終的に死傷者145名、重傷者280名という戦後日本最大にして最悪のテロ事件。あまりにも凄惨な事件だったため、この事件の大元の原因であった「反安保闘争」に批判が集まって運動そのものが終息し、「反安保闘争」加担していた野党議員が大量に失脚する結果となった。
被害者のプライバシー保護の観点から事件の詳細は伏せられており、当時の報道や公的な記録では死傷者の多くはホテル占領時と救出時の戦闘で生じたとされている。しかし、来日した中学生騎士の死傷者はお互いに殺し合いをした結果のものであることは伏せられている。
《天導衆》は中学生騎士をホテルのレセプションルームに集め、「生き残った一人のみを解放する」と言い殺し合いをさせた。教祖である播磨天童の絶望的な力の前に、彼らは反抗を諦め、殺し合いを行うことになった。播磨天童は子供が一人死ぬごとに「我が子を失ったように泣き叫んだ」と言われている。

### 運命
運命
人間が生まれながらに許されている可能性。
階段に例えると、生涯で歩ける歩数は全人類共通で、個々の努力・やる気等によって歩く速度が変化し、一歩で登れる段数は総魔力量に比例する。そのため、現段階において、総魔力量の少ない人物の方が高い位置にいたとしても、最終的な到達点は総魔力量の多い人物の方が上になる。
ただし、可能性を使い尽くすには努力を数十年間続けなければならず、極一部以外の人間は最終的な到達点・可能性の終着点に至ることなく生涯を終える。
魔人（デスペラード）
運命によって定められた才能の限界を打ち破った者。自らの可能性限界を強烈な自己（エゴ）によって打ち破り、神の静止を振り切り、運命の鎖を引き千切る《覚醒（ブルートソウル）》に至った者のみ辿り着ける領域とされる。
この領域に辿り着いたものは、運命の輪から外れ、運命をなぞるのではなく、自ら運命を切り開く存在となるが、逆に運命に護られることがなくなり、生涯平穏が訪れることはなくなる。また、研鑽次第で魔力すら高めることが可能となると言われている。
更に、世界に対して強固な自己（エゴ）を発揮し、他者の運命をそこに引き寄せる引力を発する。この引力は同じ《魔人》でないと抗えず、仮に捕らえられると因果関係を無視してその《魔人》の描く未来へを運命を書き換えられてしまう。
また、自己（エゴ）によって、より魂を剥き出しにすることで、《覚醒超過》という状態になり、肉体が魂に引っ張られ、理性を失い、人間からかけ離れた姿となる代わりに、固有霊装（デバイス）と一体化し、絶大な力を得ることもある。
この領域への至り方は二つ。
一つは常軌を逸した研鑽を重ねることによって自らの才能・可能性の限界に至り、それを打ち破る方法。
もう一つは、自らの才能・可能性の限界では絶対にどうすることもできない状況を強いられ、生きるために仕方なくそれを打ち破る方法。
二つの方法のどちらにしろ運命の鎖を引き千切るほどの異常な自己（エゴ）を必要とする。
二つ目の方法で《覚醒》する場合は研鑽を必要としないため、幼い子供でも可能であるが、より魂が不安定になり、犯罪行為に走ったり、《覚醒超過》を起こしたりしやすくなる。
「限界を超えることは可能」という事実そのものが、才能の限界を超えさせるための非人道的な計画につながりうるとして、その存在はほとんどの人間に対して秘匿されている。
作中の《魔人》リスト：黒鉄 一輝，ステラ・ヴァーミリオン，西京 寧音，新宮寺 黒乃，南郷 寅次郎，エーデルワイス，アイリス・アスカリッド，オル＝ゴール，ナジーム・アル・サーレム，フー・シャオリー，ダグラス・アップルトン，播磨 天童，黒鉄 龍馬，アーサー・ブライト，アダムス・ゲーティア（計15名）
《覚醒超過》経験者：黒鉄 一輝，ステラ・ヴァーミリオン，西京 寧音，ナジーム・アル・サーレム，播磨 天童（計5名）

### その他
iPS再生槽（アイピーエスカプセル）
四肢の切断や臓器の損失程度であればたちどころに再生させることができる治療設備。一般には普及していないが、騎士はその責務ゆえに気軽に利用することが許されている。

## 伐刀絶技・技

### 黒鉄 一輝
模倣剣技（ブレイドスティール）
相手の剣技を観察し、その剣技に潜む弱点を克服した剣技に進化させて模倣する。
まだ使われていない剣の振り方や奥義を含め30秒から1分、長くて3分もあれば、それを完全に獲得できる。
完全掌握（パーフェクトビジョン）
模倣剣技を人の思考に転化させた物で、相手の思考や価値観を読み取りその行動を先読みする。
一刀修羅（いっとうしゅら）
「全力全開」によって全魔力・体力・気力等を使い切り、1分の間、自身の身体能力を数十倍に引き上げる抜刀絶技。
1日1回しか使用できず、中断も不可能で1分間を過ぎると反動でほとんど動けなくなってしまう。
一刀羅刹（いっとうらせつ）
「一刀修羅」の派生形。一振りの時間に身体能力を数百倍に引き上げる抜刀絶技。
時間以外の制約は「一刀修羅」と同様だが、反動は「一刀修羅」以上に重い。
天津雷光（あまつらいこう）
旭日一心流の技である「烈の極・天津風」を比翼の剣技で行ったもの。
108の連続斬撃を放ち、90回目に到達すると、残り斬撃は空に轟く稲妻のような一撃で繰り出された。
第一秘剣・犀撃（さいげき）
「七つの秘剣」の一つ。剣を真っ直ぐ突き立て、剣先に力を集中させた突きを放つ。
第二秘剣・裂甲（れつこう）
「七つの秘剣」の一つ。敵の攻撃を受けた窮屈な体勢から下半身のばねと腰の捻りを使って剣で放つ寸勁。
第三秘剣・円（まどか）
「七つの秘剣」の一つ。剣で受けた力を体の中でコントロールし体を独楽のように回転させて、自分の斬撃に乗せて相手にぶつけるカウンター技。後に改良して全身の筋肉を連動させることで体を回さずに行うことも可能になった。
第四秘剣・蜃気狼（しんきろう）
「七つの秘剣」の一つ。足捌きで緩急をつけた動きにより、自身の残像を作り出し敵の攻撃を空振りさせる。
第五秘剣・狂い桜（くるいざくら）
「七つの秘剣」の一つ。相手が気づかないほどの速度で傷をつけて、相手がある一定の行動を起こした時に傷口が開くようにする技。
第六秘剣・毒蛾の太刀（どくがのたち）
「七つの秘剣」の一つ。剣から相手に筋伸縮による衝撃波を叩きこみ、相手の肉体を内側から破壊する浸透勁。
第七秘剣・雷光（らいこう）
「七つの秘剣」の一つ。人間の動体視力を上回る速度で放つ不可視の斬撃。以前は「一刀修羅」との併用が前提だったが、比翼の剣技を使いこなせるようになってからは「一刀修羅」抜きで使用可能になった。
終の秘剣・追影（おうかげ）
「一刀羅刹」を使用した状態でのみ使える居合切り。
相手が自分に向かってきていることも条件の1つで、右腕で剣を背中に構え、左手の指で刀身を握りしめて極限まで力を溜めてから剣を振るう。
その速度は雷光の比ではなく、自身の影が後から追いかけるという幻覚を見せるほどで、黒鉄一輝という《魔人》の引力を極限まで発生させることで生まれた「斬る」という概念が収束されているため、因果が逆転し、発動と同時に「斬った」という結果を与えることが可能である。
そのため、『影が遅れている』という幻覚を見てしまった時点で如何なる防御も回避も不可能で、強度や性質に関わらず全てを斬ることができる。
同じ《魔人》であれば、自身の引力を極限まで高めることで一輝の引力を相殺し、超高速の斬撃にランクダウンさせることができる。
名称不明1
相手の攻撃に対し、見切りとエーデルワイスとの修行で得た極限の魔力制御を組み合わせ、全魔力を攻撃された線・点に集中させることで、その部分の魔力防御をステラ並みにする。
一歩間違えれば、致命傷を追うハイリスクな技だが、一輝の集中力と『どの道攻撃を食らえば致命傷』という精神性によって成立している。
防御範囲は剣等の刃の線が限界で、鈍器や素手、その他の面攻撃には使えない。
名称不明2
エーデルワイスとの修行で得た極限の魔力制御によって、固有霊装の刃を極限まで薄く変形させることで、極限の切れ味を生み出す。
どれだけ刃が薄くなっても固有霊装の強度は変わらないという性質を利用している。
名称不明3
《覚醒超過》を行った一輝が起こした現象。
「終の秘剣・追影」で起こす因果逆転現象を世界全てに適応し、世界を白黒の二色に変え、時間を停止させる。
発動中は、（一輝とエーデルワイスを除く）全人類が思考のみしかできず、剣技も能力もなにも必要なく、ゆっくりと近付いて相手を斬って終わりとなる。
唯一、一輝と同様、剣に己の運命の全てを任せて剣で運命を斬り開いた《魔人》である、エーデルワイスのみがその停止世界の中でも動くことができる。

### ステラ・ヴァーミリオン
妃竜の息吹（ドラゴンブレス）
3000度を超える炎を召喚する伐刀絶技。輻射熱や光など、自然の火に共通する性質のいくつかを持つが、触れた物をすぐに燃やすわけではない。
攻撃と防御に使用し、目に見えないバリアを作りして入ってくる攻撃をブロックするだけでなく、炎を広げて近く敵を攻撃する。
天壌焼き焦がす竜王の焔（カルサリティオ・サラマンドラ）
炎を「妃竜の罪剣」に纏わせ、巨大な光の剣を形成して振るう。彼女の最強の伐刀絶技。
100メートル以上まで届き、質量がないので自由に振り回すことができる。
一息で12回まで連続で発動できる。
炎で剣を生成して放つこともできる。
妃竜の羽衣（エンプレスドレス）
炎を身に纏い、攻撃を防ぐ伐刀絶技。
妃竜の大顎（ドラゴンファング）
竜の形をした敵を追尾する炎を相手に放つ伐刀絶技。
煉獄竜の大顎（サタンファング）
「妃竜の大顎」を7つ同時に発射する伐刀絶技。
暴竜の咆吼（バハムートハウル）
自分の周りに灼熱の爆風を発生させる伐刀絶技。その範囲は、街一つを丸ごと飲み込むほど。
自身の魔力の瞬間出力上限一杯までの全力で放出するだけであるため、発動が速く威力も高いが規模がコントロールできない。
陽炎の暗幕（フレイムベール）
炎熱で光を屈折させて自身の姿を見えなくさせる伐刀絶技。
焦土蹂撃（ブロークンアロー）
無数の火球を作り、絨毯爆撃を行なう伐刀絶技。
竜神憑依（ドラゴンスピリット）
自分の本来の能力であるドラゴンの力を覚醒させる伐刀絶技。
最初は自分の胸を刺すことで発動するが、実際に必要なのは血液の温度を上げることだけ。
発動している間、胸には光る刺し傷があり、皮膚は沸騰した血で光る。
「一刀修羅」に勝るとも劣らない程の身体能力の増加を引き起こし、竜の鱗による防御力、致命傷以外の自分の傷も即座に回復させる。
ただし、発動には魔力とは別にカロリーを貯めこんでおく必要があり長く使えばその分だけ消費する。
12巻で多々良に「代謝操作」を伝授され、消費カロリーをコントロールできるようになった。
龍妃巢穴（ドラゴンネスト）
「妃竜の罪剣（レーヴァティン）」で地面を突き刺し地面をゆっくりと溶かす伐刀絶技。
竜震脚（ドラゴンスタンプ）
脚を地面に叩きつけ、地震を起こし相手の動きを鈍らせる伐刀絶技。
妃竜の羽翼（ドラゴンウィング）
炎を使って翼を出現させ、空を飛ぶことが出来る伐刀絶技。

### 黒鉄 珠雫
障波水蓮（しょうはすいれん）
大量の水を壁のように出現させ、相手の攻撃を無効化する伐刀絶技。
生み出す水を完全な純水にすることで、電気をも防ぐことができる。
水牢弾（すいろうだん）
水の弾を敵に向けて発射する伐刀絶技。基本的には相手の顔に付けて水没させるために用いられる。
凍土平原（とうどへいげん）
相手の足場を凍結させて動きを抑制する伐刀絶技。自身が氷で足を取られることはない。
白夜結界（びゃくやけっかい）
霧を大量発生させ、相手の目をくらませる伐刀絶技。
緋水刃（ひすいじん）
宵時雨に水で形成した刃を纏わせ刀身を伸ばし、敵を切る伐刀絶技。
血風惨雨（けっぷうさんう）
水の塊を作り、そこから無数の水の針を飛ばす伐刀絶技。
青色幻夢（あおいろげんむ）
自身を見えなくするために水を使って光を屈折させる伐刀絶技。
青色輪廻（あおいろりんね）
自分の肉体を細胞単位で分解し、気体化させて、相手からの物理攻撃を無効にすると共に自分の肉体を再構成する伐刀絶技。
服は気化させられないため、全裸になってしまう。不完全な再構成を行うと後々人体に不調が起こる
青色世界（あおいろせかい）
青色輪廻を他人に対してのみ使用できるように珠雫が改良した抜刀絶技。
対象を1度細胞単位で分解し、その後に再構築する。
唯一死者蘇生を成し遂げた。これにより珠雫はAランクに昇格した。
紅色六花（べにいろりっか）
相手を刺し、その血液を一瞬にして凍らせ、花のような形の氷を体から噴き出させる伐刀絶技。

### 有栖院 凪
影縫い（シャドウバインド）
黒き隠者を相手の影に突き刺し、動きを拘束する伐刀絶技。
隠者の家（シャドウスポット）
影の空間に作った自分の隠れ家に続く道をその場で生み出す伐刀絶技。
部屋は六畳ほどで、食料も備蓄してある。
日陰道（シャドウウォーク）
影の中に身を潜ませ、影の中を自由に移動する伐刀絶技。
鳥獣戯画（シャドウビースト）
黒い獣をかたどった影絵を影から出現させて攻撃する伐刀絶技。

### 綾辻 絢瀬
風の爪痕（かぜのつめあと）
空間に刀傷を付けておき、任意のタイミングでそれを開くことでその場にかまいたちを発生させる伐刀絶技。

### 東堂 刀華
閃理眼（リバースサイト）
相手の体に流れる微細な伝達信号を感じ取って次の動きを読む伐刀絶技。
弱い視力に頼らないように眼鏡を外すと最も効果的。
一輝は超人技により、誤魔化すことができる。
雷切（らいきり）
抜刀術のように刀身と鞘に電磁界を発生させ、超高速で刀身を射出する伐刀絶技。
異名の元となった刀華の最強伐刀絶技。
疾風迅雷（しっぷうじんらい）
雷で筋肉を刺激し、限界まで身体能力を強化する。
稲妻（いなずま）
自分の間合いに電磁場を形成し、引力と斥力を利用して肉体の限界を超えた速度で刃を返す伐刀絶技。
手首への負担が大きいため、乱発はできないが、攻防の中で時々使うだけでも一気に自分のペースに持っていける。
諸星の「ほうき星」を攻略するために編み出した。
建御雷神（タケミカヅチ）
前方に電磁力のトンネルを作り、自身がレールガンとなって相手に突進し突きを放つ伐刀絶技。
貫通力は「雷切」以上であるが、まだ未完成で、使用後は電気の反動で筋肉が痙攣して動けなくなってしまう。

### 日下部 加々美
レイズアップ
物の数を増やす伐刀絶技。
自分自身の分身を作り出すこともできるが、攻撃を受けると煙となって消える。

### 桐原 静矢
狩人の森（エリア・インビジブル）
自分の肉体をステルス化させて、一切の索敵に引っかからなくさせる伐刀絶技。当たり判定はあるので、広範囲攻撃を使う相手とは相性が悪い。
一輝との選抜戦では自分が撃つ矢もステルス化させられるようになっており、当たるまで彼が攻撃したことを認識することが出来なくなっている。
後に他の人や物にも応用できるよう改良された。
小説・漫画では桐原が透明になるだけだったが、アニメ版では森が形成される演出が追加されている。
驟雨烈光閃（ミリオンレイン）
巨大な矢を発射し、それが爆発して無数の矢が相手に降り注ぐ伐刀絶技。

### 御祓 泡沫
絶対的不確定（ブラックボックス）
自分に対する攻撃に僅かでも失敗する可能性がある場合、結果を全て失敗へと書き換える伐刀絶技。
失敗する可能性が全くない攻撃の結果は書き換えられない。
非常に強力に思えるが、紫乃宮天音の「過剰なる女神の寵愛」の完全下位互換であり、更に作中上位の実力者は失敗確率ゼロの攻撃を普通に繰り出すため、最強にはなり得ない。

### 貴徳原 カナタ
星屑の剣（ダイヤモンドダスト）
空気中に散らした目に見えないほどの細かく砕いた剣の欠片を自在に操り、それを吸い込んだ敵を内側から切り刻む伐刀絶技。
返り血が多いため常に傘を持ち歩いているらしい。
星屑の斬風 (ダイヤモンドストーム)
大量の見えない薄い刃を操作して数億の斬撃をおこなう伐刀絶技。
物体を斬り刻むというよりはパウダーのように削りとってしまう。

### 兎丸 恋々
マッハグリード
動きを止めない限り自分にかかる速度を累積して無限に加速し続ける伐刀絶技。
ブラックバード
積み重ねたマッハ速度を打撃のエネルギーに転化させた一撃を放つ伐刀絶技。
Δフォース（デルタフォース）
マッハ2の速度で空間をフルに使って縦横無尽に飛び回りながら 攻撃を繰り出す伐刀絶技。
「マッハグリード」の弱点を克服すべく新たに編み出した。

### 砕城 雷
クレッシェンドアックス
斬馬刀を振り回し続けることで放つ斬撃の破壊力を10tにまで高める伐刀絶技。
攻撃力は3位の恋々を上回るが、攻撃を当てるには遅すぎる。
フォルツァートスマッシュ
剣圧によって自身を中心に竜巻が生まれ、そこから繰り出される一撃は全方位に破壊をもたらす伐刀絶技。
「クレッシェンドアックス」の限界を超えた100トン以上のパワーを乗せた一撃。

### 葉暮 桔梗
瞬間加速
助走をせずとも瞬時に最高速度に到達する伐刀絶技。

### 葉暮 牡丹
千枚通し
射線上の相手を一掃する伐刀絶技。

### 新宮寺 黒乃
時空崩壊（ワールドクライシス）
時空間を滅茶苦茶に捩じり、時空ごと空間を崩落させる伐刀絶技。
使用した空間に二度と修復できなず、その危険性から使用時には《連盟》の許可を要する「禁技指定」という制限を受けている。
効果範囲は5立方メートル。
時間凍結（クロックロック）
撃った対象の時間を止める伐刀絶技。
一時的に致命傷を防ぐことができる。
クロックドロウ
時間を停止して弾丸を発射する伐刀絶技。
時間倍速（クロックアップ）
撃った対象の時間を10倍まで加速する伐刀絶技。
ラッシュアワー
「時間凍結（クロックロック）」と「時間倍速（クロックアップ）」を組み合わせる伐刀絶技。
自身と相手の間に大きな時間差を作る。
クロック・オン・デス
撃った対象の時間を強制的に超加速させて一瞬にして寿命に至らしめる伐刀絶技。
三千世界（さんぜんせかい）
《魔人》への覚醒で得た伐刀絶技。
同一時間軸に干渉し、自分を増やす。
全てが本体であり、戦闘能力等も同等であるが、一対一を同時に無数の場所で行うため、一人で倒せない相手は絶対倒せず、終了後、全ての消耗や疲労、傷を受けることになる。

### 西京 寧音
覇道天星
宇宙からスペースデブリを引っ張り、指定した場所にぶつける伐刀絶技。
小国を消滅させるほどの破壊力を持っているので、《連盟》の許可を要する「禁技指定」という制限を受けている。
黒刀・八咫烏
黒い魔力でできた刃を形成し、敵を切る伐刀絶技。
黒死蝶
蝶の形をした重力エネルギーをぶつけ相手を吹き飛ばす伐刀絶技。
地縛陣
自分を中心とした数倍の重力の空間を作り出し、敵の動きを封じる伐刀絶技。
夜叉神楽
舞の中で相手の攻撃を受け流しつつその力を利用した反撃を繰り出す。
重力によって相手の攻撃の力を蓄積させてから、上乗せする。
要返し
カラビ・ヤウ空間と現世を繋ぐ結び目を緩めることにより、対象をカラビ・ヤウ空間へと送りつける伐刀絶技。
自身の力ではなく、空間が元に戻ろうとする力を利用している。

### 折木 有里
血染めの海原（ヴァイオレットペイン）
自身の苦痛を周囲の人間に無差別に与える伐刀絶技。自身の病弱な体質との相性が非常に良く、常人なら発動直後に失神するほどの苦痛を与えることができる。
戦闘中の傷も相手に与えることができる。
血染めの大時化（サイコカインストーム）
自身の一定範囲にいるものに対して自身と同じ病そのものを共有させる伐刀絶技。
敵味方の区別がつかない。

### 南郷 寅次郎
言霊（ことだま）
相手の脳波と同じ波長の音を聞かせ、相手の脳波を相殺することで相手の動きを停止させる伐刀絶技。
あくまで脳波による運動ができないだけで脳も身体も正常なため、脳波以外の方法で身体を操れば防げる。
音切り（おときり）
寅次郎の代名詞とされる伐刀絶技。超高速の伐刀の音を聞いた全てのものに距離・対象数を無視して、好きな部位に自身の斬撃と全く同じ威力の斬撃を浴びせたことにする。
刀華の「雷切り」は「雷を切る、雷で切る」という意味だが、元の技である「音切り」は「音を聞いたものを切る」という意味。

### 諸星 雄大
暴喰（タイガーバイト）
あらゆる魔力を無効化する金色の魔力光を放つ伐刀絶技。
相手の能力を打ち消すだけでなく、霊装に当たれば霊装にダメージを与え、破壊する。
三連星
超高速の三段突き。
ほうき星
相手が突きを避けるとその方向へ突きを修正して放つ。相手からはまるで槍が曲がって追尾してくるように見える。
思考していては間に合わないため、思考を排除し肉体にこの動作を染み付け、脊髄反射で相手の方へ突きを修正して放つ。
無双一烈（むそういちれつ）
相手の魂を正確に捉えて貫くことで、相手の魔力を生み出す源の魂を破壊する伐刀絶技。
肉体と魂の両方を一撃で殺す。基本的に使用されない。

### 城ヶ崎 白夜
白い手（ゴッドハンド）
半径50m以内の物体を自在に転移させることができる伐刀絶技。
リングアウト勝ちが七星剣武祭における主戦術。ただし、動いている人間などは一度固有霊装による攻撃を当てなければ転移させることができない。

### 浅木 椛
炎幕
炎の壁を展開させる。

### 黒鉄 王馬
月輪割り断つ天龍の大爪（クサナギ）
龍爪に巨大な竜巻を纏わせ、大剣にして敵に叩きつける。王馬の最強の伐刀絶技。
真空刃（しんくうば）
不可視の真空の刃を相手に飛ばす風使いの基本攻撃。
王馬の場合、威力こそ劣るが魔力を使わずに腕力だけでこの技を使う事も可能。
無空結界（むくうけっかい）
上昇気流を発生させ、範囲内の酸素を奪い取る伐刀絶技。
無空結界・惨（むくうけっかい・ざん）
無空結界の派生技。
上昇気流を発生させ、範囲内の空気を奪い取って真空にすることで、気圧による水の沸点を限界まで下げる伐刀絶技。これにより、範囲内の人間は自らの体温で血液が沸騰し、焼死する。
風神結界（ふうじんけっかい）
竜巻を発生させ、敵の攻撃を上へと巻き上げる伐刀絶技。
天龍具足（てんりゅうぐそく）
風の鎧を身に纏い、相手の攻撃を防御する伐刀絶技。
王馬はこれを裏返して自分の身体を縛り付ける枷とし、この状態で生活することで自分の肉体を数年で進化させた。
他者にも纏わせることができる。
龍眼（りゅうがん）
風に散らされた魔力の残滓と軌跡を読み、自身の知る魔力の行方を探る伐刀絶技。
刃旋風（じんせんぷう）
斬撃の竜巻を一直線に放つ伐刀絶技。
月輪割り断つ天龍の大爪（クサナギ）・真打
竜巻を折り重ねていき、空間が歪むほどの濃密な巨大剣を叩きつける伐刀絶技。
膨大な魔力を必要とするため、周囲一帯の空気、風を取り込んで自らの魔力に変換しないと使用できなず、王馬本人は嫌っている。
一伐の風（いっきのかぜ）
「月輪割り断つ天龍の大爪・真打」が発動している間のみ使用可能伐刀絶技。
射程距離500キロの巨大な斬撃。

### 紫乃宮 天音
過剰なる女神の寵愛（ネームレス・グローリー）
望んだことが何でも勝手に叶う伐刀絶技。
ラッキーで自身の肉体と身体能力に最適化した剣技を繰り出したり、ラッキーヒットを必ず起こしたり、相手に強制的にエラーを引き起こして妨害する。また、強制的に相手の心臓を停止させたりもできる。
一輝はあらゆるエラーを正面から受け切り、凌駕した。
死神の手（しにがみのて）
能力を集約して黒い手として具現化する伐刀絶技。
黒い手に触れた無機物は瞬く間に風化し、生物に当たれば死に至る。
能力を集約しているため、使用中は普段のラッキーヒットやエラーが発生しなくなる。

### サラ・ブラッドリリー
色彩魔術（カラー・オブ・マジック）
色のイメージを実体化させる。操る色によって効果は異なる。
水面のアクアブルー
湖を作り、そこに身を潜める。
赫炎（かくえん）のファイアーレッド
赤い絵の具を飛ばし、付着した部分を炎上させる。
導きのシルクホワイト
白線を作り、足を踏み入れた者の行動を白線上のみに制限させる。
鋼のガンメタル
身体を鋼鉄化させ敵の攻撃を無効化する。
閃光のブライトイエロー
黄色の絵の具から光を発生させて相手の目を眩ませる。
路傍のストーングレイ
灰色の絵の具を自分に塗り付け、相手に自分の認識を阻害させる。
幻想戯画（パープル・カリカチュア）
描いた絵を実体化させ、敵に攻撃する。トンプソンといった武器からエーデルワイスの偽物まで多様なものを召喚できる。
「一刀羅刹」をも使用可能な一輝のコピーを複数体同時に出現させることすらできる。ただし、エーデルワイスの偽物は大量の魔力を必要とするため、複数体作り出すことはできない。
また、あくまでも彼女自身の勝利のイメージを具現化したものであるため、身体能力・魔力量・技等は本人と同等だが、思考能力や行動指針などが勝利一辺倒なため、一輝には誘導されて倒された。
一輝との決闘中に出現させた剣闘士「マリオ＝ロッソ」は、彼女の父親に似た顔をしており、彼女の情熱と魂が込められた本物であるため、誘導などの搦め手は効果がない

### 多々良 幽衣
完全反射（トータルリフレクト）
あらゆる攻撃を反射する。
魔力を使いすぎないように、攻撃を受けた瞬間にのみ発動する。
因果返し（ダメージリフレクト)
受けたダメージや傷を相手にそのまま返す。
自身の傷も回復。
星の槌（アストラルフォース）
宇宙を駆ける星の力（公転運動）を僅かでも敵へ向けて逸らすことで、その力の残滓を鉄槌として敵を打ち砕く。
自身も大きなダメージを受けるので、その実態は単なる自爆技に過ぎない。

### スフィンクス
王者の威圧（キングス・プレッシャー）
咆哮と共に対象の動きを強制的に停止させる伐刀絶技。
獣王の行進（キングスチャージ)
魔力で加速し突進する。

### シャルロット・コルデー
一輪楯花
花弁状のバリアを展開する伐刀絶技。
この技は一度に大量に展開することができ、防御だけでなく、収束させて剣にしたり、飛び道具として投擲するといった多様な使い道を持つ。
黒乃の弾丸に傷一つつかない。
花剣・竜舌蘭
剣のような形をしたバリアで攻撃する伐刀絶技。
多々良の「地摺り蜈蚣」を受けても無傷だったステラを簡単に斬る。
先弁楯花
「一輪楯花」の1000倍の硬度を誇るバリアを張る伐刀絶技。
ステラの「天壌焼き焦がす竜王の焔」を全魔力を搾りきって防ぐも、二発目の「天壌焼き焦がす竜王の焔」によって敗れた。

### 倉敷 蔵人
蛇骨刃（じゃこつじん）
大蛇丸の刀身を伸ばし、敵を追尾する。
蛇骨双刃（じゃこつそうじん）
二刀の大蛇丸で蛇骨刃を同時に放つ。
蛇咬（へびかみ）
神速反射を生かし、片手で二つの斬撃をほぼ同時の速度で振る剣技。
八岐大蛇（ヤマタノオロチ）
大蛇丸を極限まで短くし、恐るべき速度で八つの斬撃をほぼ同時に繰り出す剣技。
二刀流で使うと十六連撃を繰り出す。
牙寄せ（きばよせ）
大蛇丸を相手や物に刺し、超高速で刃を短縮して移動する。
我流・悪路王（がりゅう・あくろおう）
綾辻一刀流最終奥義・天衣無縫と「大蛇丸」、「神速反射」の合わせ技。あらゆる攻撃や障害を圧倒的暴力で突破する。

### 薬師 キリコ
視診（ドクタースコープ）
右目に魔力を貯め、相手の血圧やホルモンバランスなどを見極める伐刀絶技。

### 加我 恋司
鉄塊変化
全身を鋼鉄に変化させる伐刀絶技。
鉄塊・阿修羅像
自身の鉄を操作する能力によって、鋼鉄化した自分の体から 4本の腕を新たに生やす伐刀絶技。
阿修羅百華掌
「鉄塊・阿修羅像」によって鋼鉄の6本腕となった状態で繰り出す連続の張り手攻撃。
百華掌
百の連続の張り手を超高速で繰り出す攻撃。
徹甲弾
自身を鋼鉄化させた状態で繰り出す掌打。

### 鶴屋 美琴
死神の魔眼（サーティン・アイズ）
目の焦点を合わせるだけでその地点の周囲の温度を絶対零度にまで下げられる伐刀絶技。
温度を上げる火使いに対しては使いにくい。

### 黒鉄 龍馬
剣鯨（イッカク）
旭日一心流と水を操る固有霊装を組み合わせた伐刀絶技。
剣の先端が対象に触れた瞬間に対象を凍結させ、その後、突き刺す攻撃が凍った対象を破壊する。
かち割り
旭日一心流と水を操る固有霊装を組み合わせた伐刀絶技。
「剣鯨」と同じだが、対象を凍らせて斬りつける。
凍土平原（とうどへいげん）
相手の足場を凍結させて動きを抑制する伐刀絶技。自身が氷で足を取られることはない。
珠雫も同じ伐刀絶技を使用するが、龍馬のものは規模等が桁違いで、この伐刀絶技を使って海を凍らせ、ミッドウェー海戦に勝利した。
名称不明1
相手を凍結させて、氷の棺に閉じ込める伐刀絶技。
この伐刀絶技によって播磨天童を封印した。
名称不明2
固有霊装一本を触媒にし、相手の魂を永久停止させる伐刀絶技。
使用すると固有霊装を失う。
この伐刀絶技によってアダムス・ゲーティアを葬った。

### 黒鉄 厳
鉄血錬成（てっけつれんせい）
無機物に自身の血液を注入し、自分の体の一部のように操る伐刀絶技。

### シリウス・ヴァーミリオン
炎魔宝剣（ゴールドイクリプス)
3000度を超えた炎をまとわせた斬撃を放つ伐刀絶技。

### ダニエル・ダンダリオン
血戦（ブラッドサークル）
視線の合った相手に逃走不能の1対1の戦いを強要する伐刀絶技。
クロス・デュ・スュド
相手の両肺、喉、心臓、丹田などの急所を狙う連続の突き攻撃。

### ティルミット・グレイシー
物質潜行（ストーンダイブ)
地面や建物の中に水面に潜るかのように入る。
浮上突撃（ドルフィンクラッシュ)
「物質潜行（ストーンダイブ)」によって潜った先から 飛び出て攻撃。
星の大海（スターオーシャン)
地面に三叉槍を刺すことによって一帯の地面を海のように液体化させる。

### アイリス・アスカリッド
強化再生（リジェネレーション・オーバードーズ）
アイリスの切り札にして唯一の伐刀絶技。損傷した自分の肉体を次はより強い負荷に耐えらるよう一段強い肉体に再生し、身体能力を永久的に累積上昇させる。
強力無比ともいえる能力だが、「無敵甲冑」無しでは過剰に強化された肉体を維持出来ず、何らかの形で「無敵甲冑」の治癒能力を失うと、その瞬間に肉体が自壊する致命的な欠陥がある。

### ヨハン・クリストフ・コールブランド
轢蹄の王道（キルクス・マクシムス)
霊装が黄金の軍馬に変身し、行く手を阻むすべてを踏みつける伐刀絶技。
空中でも使用可能。

### 木場 善一
魔氷十狼陣（まひょうじゅうろじん）
白い冷気を発生させ、本体と同等の戦闘力を有する九体の氷分身を作り出す伐刀絶技。
本体を倒さない限り、氷分身は再生を続け、減ることはない。
絶氷割殺撃（ぜっぴょうかっさつげき）
絶対零度の冷気を「霜月」に纏わせ、叩き斬る伐刀絶技。当たればあらゆるものを凍結させ、粉砕する。

### カルロ・ベルトーニ
第八大海（アドリアン・ブルー）
大量の水を生み出す、禁技に指定されている伐刀絶技。
目標が動いたとしても、その目標と同時に水のフィールドが動くので抜け出すことは出来ない。
コルノ・デル・ナルヴァロ
「超空洞現象（スーパーキャビテーション）」を利用して高速で移動する。
ジャヴェロット・ディ・ネットゥーノ
大量の氷の槍を一斉に飛ばす。

### ヴァレンシュタイン
山斬り（ベルクシュナイデン)
摩擦を操作して相手の防御を無視する斬撃。

### オル＝ゴール
操り人形（マリオネット）
生物の脳や神経に糸を侵入させ、意のままに操る伐刀絶技。
死体すらも、生きているかのように操ることが出来るなど、自身の人形である平賀より精度が高い。
平賀玲泉もこの技を使うことができる。
機械仕掛けの神（デウス・エクス・マキナ）
糸で岩や廃材などの無機物を人型に束ね、人形を形成する伐刀絶技。
平賀玲泉もこの技を使うことができる。
殺人戯曲（グラン・ギ・ニョル）
手を持ち上げ、持ち上げた方向に親指と中指を合わせて音を鳴らすことで、自分の周囲に張り巡らせた糸を拡散させて撃ち出す伐刀絶技。
広範囲攻撃であるが、使った後は無防備になり、再構築に時間が掛かることから、一輝に自分の盾を投げつける行為にたとえられている。
回転舞台（テーブルサプライズ）
足元から蜘蛛の巣状に糸を展開させ、自身を中心に半径10mの地面を回すことによって敵を転倒させる伐刀絶技。
活劇衣装（パンク・デコレーション）
糸の衣服を身に着け、攻撃と防御の両方を強化する伐刀絶技。
死霊遊戯（ダンスマカブル）
大量の糸の力を自分の肉体に集め、死んだ自分自身を傀儡にして操る伐刀絶技。
ステラを上回る桁違いのパワーと無数の糸を操るが、武術を修めていないため、「一刀羅刹」使用後の弱体化してヘロヘロの一輝にも易々と凌がれ、結局一輝のスタミナ切れまで時間を稼がれた。
技の性質上死んだときにしか発動できない分、既に死んでいるため、例え脳などを破壊されても倒せない。
しかし、この技は体の部位を縫い合わせることしかできず、破壊された部分を再生するのではなく瓦礫に置き換えるだけだ。
殺戮戯曲（ラ・グラン・ギ・ニョル)
自身が操る全ての糸を使って強化された「殺人戯曲」。

### ナジーム・アル・サーレム
デッド・エンド・ブロー
殴った対象を乾燥させる伐刀絶技。
一撃で周囲は砂漠と化す。
骸の塵嵐（ミクトラン・トルメンタ)
周囲を乾燥させる黒い砂嵐を発生させる伐刀絶技。
砂嵐は敵を空高く吹き飛ばし、安全に着地する方法がない限り、敵は落下して死んでしまう。
砂塵治金（アルキミア・イエロ)
砂を変形させて、武器を作り出す伐刀絶技。
超戦争感度
命の脅威となる攻撃とそうでない攻撃を判別する。

### アイン・アップグルント
血を吸う女王（ブラッティメアリー)
種を相手の体に埋め込むことによって、 相手の体内からは薔薇を咲かす伐刀絶技。
相手の血を吸い神経を切り裂き動けなくさせるが、その状態でも相手を殺すことはない。
眠り姫（スリーピングビューティ)
魔導華によって放たれた花粉は吸い込んだものを麻痺毒によって動けないようにする伐刀絶技。
茨の鞭（ローズウィップ)
茨の鞭で攻撃する伐刀絶技。
対象の腱を切断して動けなくする。
お喋り鬱金香（トリガーハッピー)
鬱金香型の銃から発射する射撃。
奇妙な雄叫びを発し、そのエコーロケーションによってターゲットの位置を把握する。
青き竹槍（バンブージャベリン)
無数の竹槍衾による攻撃。
大食い蝿取り草（クランチアリゲーター)
大きな蝿取草による攻撃。
昏き世界樹（ユグドラシル・アビス)
霊装に全魔力を喰わせることによって発動する伐刀絶技。
高さ50mの大樹に変身し、周囲の土壌を汚染していき、すべてを魔導華へと変化させてしまう。

### エイブラハム・カーター
発火能力（パイロキネシス）
炎を発生させる伐刀絶技。
放電能力（エレキネシス）
高圧電流を発生させる伐刀絶技。
瞬間移動（テレポート）
空間から空間へ瞬時に自分の存在座標を転移する伐刀絶技。
連続使用はできず、一瞬の間ができる。
精神操作（マインドコントロール）
人間を洗脳する伐刀絶技。
《暴君》はかつてこの伐刀絶技で各国の上層部を洗脳し、第二次世界大戦を引き起こした。
未来予知（みらいよち）
一瞬先の未来を見る伐刀絶技。
念動力（サイコキネシス）
魔力とは異なる、本人のみが知覚し、操る不可視の力によって物体に動的な干渉を行う伐刀絶技。エイブラハムの超能力の中で最強の能力。
サイコラッシュ
念動力で攻撃する伐刀絶技。
知覚も魔力探知もできない。
催眠術（ヒプノティズム）
視線を通して相手の瞳から脳へと侵入し、意識を操る伐刀絶技。
クレイジーストーム
全身に「念動力」による擬似筋肉を生み出し、左右の手に「発火能力」と「放電能力」を宿し、連続で殴る伐刀絶技。

### ダグラス・アップルトン
スカイドゥエラー
浮力を操作する伐刀絶技。
これによって12万トンの霊装を浮かべる。

### ランバルト・ラープ
致死せの猛毒（リーサルヴェノム）
刺し傷から本人にしか解毒できない猛毒を流し込む。

### フー・シャオリー
五兵大主（ごへいたいしゅ）
触れた魔力の持ち主の能力をコピーする伐刀絶技。
ただし、コピーした能力はストックできず、最後にコピーした能力一つしか使用できない。
また、コピー元以上の能力にはならず、魔力量は本人依存なため、ステラのように圧倒的魔力で成立している能力の場合は出力等がコピー元よりも落ちる。他にも能力への習熟度に明確な差が生じる等の欠点がある。
闘神リーグでは『風を操る自然干渉系の能力』を使い、その後は木場善一の『冷気を操る自然干渉系の能力』、ランバルト・ラープの『毒を生み出す概念干渉系の能力』と次々コピーする能力を変えていっていたが、ステラの能力をコピーしてからは一番強力で相性の良いそれを使っている。
天壌焼き焦がす竜王の焔（カルサリティオ・サラマンドラ）
炎を「蛮鬼」に纏わせ、巨大な腕を形成して一直線に放つ伐刀絶技。
竜神憑依（ドラゴンスピリット）
自分にドラゴンの力を覚醒させる伐刀絶技。
「一刀修羅」に勝るとも劣らない程の身体能力の増加を引き起こし、致命傷以外の自分の傷も即座に回復させる。
ただし、発動には魔力とは別にカロリーを貯めこんでおく必要があり長く使えばその分だけ消費する。

### エーデルワイス
無欠なる宣誓（ルールオブグレイス）
「テスタメント」の前で誓いを立てた者の心臓に楔を打ち込み、契約に反した者の命を奪う伐刀絶技。
暴力による征服（スカードオーダー）
「テスタメント」で傷付けた相手に強い命令権を獲得できる伐刀絶技。
残る斬撃
極限にまで無駄を排除した剣技により、空気が斬られたことを認識できず、斬撃が暫くその場に留まり続ける。
剣による浸透勁
剣から相手に筋伸縮による衝撃波を叩きこみ、相手の肉体を内側から破壊する浸透勁。
一輝の「第六秘剣・毒蛾の太刀」に似ているが、相手に直接打ち込むだけでなく、地面を介して打ち込んだりもできる。
理を断つ綺羅星の剣（ソードオブコスモス）
「全力全開」により、『契約』の因果の強制力を極限まで高めた伐刀絶技。エーデルワイスの切り札。
双剣を持った身の丈30メートルを越える巨大な戦女神の幻覚が出現し、エーデルワイスの思うままに世界を断つ。
「一刀修羅」同様、制限時間は1分。

### 播磨 天童
天災・崩天万雷（てんさい・ほうてんばんらい）
巨大な雷雲を発生させ、無数の雷を落とす伐刀絶技。
一度使用すると暫くの間、雷が落ち続ける。
火災・万象灰塵（かさい・ばんしょうかいじん）
剣先から巨大な炎を放つ伐刀絶技。
風災・黒龍とぐろ（ふうさい・こくりゅうとぐろ）
巨大な黒い竜巻を発生させる伐刀絶技。
仮に諸星の「虎王」で魔力で生み出した竜巻自体を消滅させても、中に巻き込まれた瓦礫を超高速で叩きつける。
風災・黒龍とぐろ・咆哮（ふうさい・こくりゅうとぐろ・ほうこう）
巨大な黒い竜巻を発生させ、瓦礫を超高速で発射する伐刀絶技。
震災・星鳴り（しんさい・ほしなり）
固有霊装を地面に突き立て、巨大な地震を発生させる伐刀絶技。
山を崩壊させ、大規模な土砂崩れを引き起こす。
雷身転移（らいしんてんい）
自身の身体を雷と化し、雷速で移動する伐刀絶技。
名称不明
霊装を空に投げ上げ、100メートルを超える光の剣に変えて相手に落とす伐刀絶技。
その大きさと濃密な魔力のため、「悪食大蛇（ウロボロス）」ではすぐには破壊できない。
神罰・神雷（しんばつ・ゴッドブレス）
雷を圧縮し、純粋な破壊の光を放つ伐刀絶技。

### 合体技
角王
使用者：黒鉄 一輝，ステラ・ヴァーミリオン
一輝が走り、ステラが振ると同時に「妃竜の罪剣（レーヴァティン）」に飛び乗り、「第一秘剣・犀撃」で前進し、力を合わせて通常よりも高い攻撃力を生み出す。
ステラはこの技を「愛の弾丸（ハーモニックバレット）」と呼んでいる。
悪食大蛇（ウロボロス）
使用者：諸星 雄大，倉敷 蔵人
蔵人の「大蛇丸」に諸星が魔力破壊効果を付与して攻撃する。
魔力破壊効果により常に蔵人の固有霊装は破壊され続けるが、それを上回る速度で大蛇丸を伸ばし続けることで固有霊装を維持する。
ただし、固有霊装の破壊は魂への痛みを伴うため、蔵人は常に痛みを我慢し続けなければならない。
また、魔力破壊効果を維持するためには、雄大は蔵人から500メートル以内に留まらなければならない。
剣鯨（イッカク）
使用者：黒鉄 一輝，黒鉄 珠雫
本来は黒鉄龍馬の伐刀絶技。旭日一心流と水を操る固有霊装を組み合わせたもの。
剣の先端が対象に触れた瞬間に対象を凍結させ、その後、突き刺す攻撃が凍った対象を破壊する。
一輝は珠雫と一体化して、水を操る固有霊装を得て使用した。
かち割り
使用者：黒鉄 一輝，黒鉄 珠雫
本来は黒鉄龍馬の伐刀絶技。旭日一心流と水を操る固有霊装を組み合わせたもの。
「剣鯨」と同じだが、対象を凍らせて斬りつける。
一輝は珠雫と一体化して、水を操る固有霊装を得て使用した。

## 武術・技術
本作品には、個々の伐刀絶技以外にも様々な武術や技術が登場する。

### 剣術

#### 旭日一心流
黒鉄家に代々伝わる護国の剣技。
剛の極・火雷（ホノイカヅチ）
主な使用者：黒鉄 王馬
片腕で持った剣で敵を受け止め、空いたもう片方の腕で自分の剣の峰を殴り相手を吹き飛ばす。
迅の極・天照
主な使用者：黒鉄 王馬
身体を限界まで捻り、骨や関節が元に戻ろうとする力までも利用して音速を超える速度で敵を切る。
烈の極・天津風
主な使用者：黒鉄 一輝，黒鉄 王馬
予め決められた108回の連続攻撃を絶え間なく繰り出し、相手の一切の反撃の隙を与えないようにする。

#### 綾辻一刀流
最終奥義・天衣無縫
主な使用者：黒鉄 一輝，倉敷 蔵人，綾辻 海斗
森羅万象全ての動きを感じ取り、剣を使わず、身体の僅かな動きだけであらゆる攻撃を受け流す。
神速反射との相性が極めて良く、倉敷蔵人は、この状態になると一流の斬撃以外のあらゆる斬撃を受けなくなる。

#### その他
皇室剣技（インペリアルアーツ）
主な使用者：ステラ・ヴァーミリオン，ダニエル・ダンダリオン
ヴァーミリオン皇国に伝わる日輪の如き剣の軌道を描く剣技。
比翼の剣技
主な使用者：エーデルワイス，黒鉄 一輝
脳から送られる信号を普段人間が使うことが出来ない別物の短く情報密度の高い戦闘用の脳信号に変え、更に心臓を意図的に動かして脈拍と血圧をブーストして全身への酸素供給を増加させることで、0から100の加速が存在しない急激な緩急をつけた動きを可能とする。
加速が存在しないゆえに、相手は目の焦点を合わせるのが非常に難しい。反面、急旋回や急停止ができない。
一輝はエーデルワイスとの戦闘で会得した。
一刀心
主な使用者：黒鉄 一輝，南郷 寅次郎，エーデルワイス
途方もない鍛錬と数えきれぬ死線を乗り越えた者のみがたどり着ける境地。心と身体と剣を一体とする剣心一如の極意。
ありとあらゆる状況の変化に無意識に最善の動作を行う。どんな不足の事態にも対応する。
一輝はこれにより、《過剰なる女神の寵愛》によるエラーに対応し続け、凌駕した。

### 武術
抜き足
主な使用者：黒鉄 一輝，ステラ・ヴァーミリオン，東堂 刀華，西京 寧音，南郷 寅次郎，浅木 椛
南郷寅次郎が開発した体術。特殊な呼吸法と歩法によって自らを相手の「覚醒の無意識」に滑り込ませる事で自身の存在を認識させなくする。
認識するには、意識を切り替えて背景に焦点を当てるか、一切隙を見せない視野が必要になる。
一輝は西京寧音が使ったのを見て会得し、ステラは一輝に説明され何度か見て会得した。
本来は個人一人に対して使用するもので、他の人からは普通に見えるが、一輝や南郷寅次郎、西京寧音は集団に対しても自分の姿を認識させなくすることができる。
認識外移動
主な使用者：黒鉄 一輝，エーデルワイス
抜き足の応用で、他者の認識の外を移動する。これにより、多数の群衆の中を全く認識されずに移動できる。
無刀取り
主な使用者：黒鉄 一輝，フー・シャオリー
指や手首を使って相手の武器を掴み、奪い取る。
特殊受け身
主な使用者：黒鉄 一輝
回転しながら、相手の攻撃の勢いをほぼ全て地面に流す。
一本貫手
主な使用者：フー・シャオリー
相手の懐に入り込み、一本指の貫手で相手の身体を貫く。シャオリーの貫手は《神龍寺》の師範でも痛みに悶絶する。
崩拳
主な使用者：フー・シャオリー
中国拳法の基本である中段突き。
浸透勁
主な使用者：黒鉄 一輝，エーデルワイス，フー・シャオリー
攻撃による衝撃が相手の武器や鎧を伝い、体内で爆発する中国拳法の技法。
一輝やエーデルワイスは剣で使用する。
簾（すだれ）
主な使用者：フー・シャオリー
自分の反撃の出所を相手の武器や腕で隠すことで『不可視の攻撃』を放つ。

#### 四象拳（ししょうけん）
中国の武術の名門《神龍寺》が誇る、武術と魔術の融合。あらゆる能力に応用可能な技術。
青龍の型（せいりゅうのかた）・流水（りゅうすい）
主な使用者：フー・シャオリー
最小限の体捌きと最低限の速度で、ゆっくり滑るように移動し、相手の動きを観察し、僅かな隙に流れ込む歩法。
遅きを以て速きを封じる、技巧の極みによる守備を重視した歩法。
朱雀の型（すざくのかた）・天躯（てんく）
主な使用者：フー・シャオリー
四肢を地面につき、腰を突き上げるクラウチングスタートの体勢から、蹴り足による加速ベクトルを地面に対し限りなく水平にすることで超高速で移動する歩法。
玄武の型（げんぶのかた）・泰山（たいざん）
主な使用者：フー・シャオリー
足の指で地面を掴むことで強固な支えとする。
そこから放たれる拳は、圧倒的な質量を持ち、払い手による防御も強力になる。
四象拳奥義（ししょうけんおうぎ）・麒麟功（きりんこう）
主な使用者：フー・シャオリー
特殊な呼吸法で「全力全開」を行う集中の極致。僅かな時間のみ伐刀絶技の効果を数十倍に引き上げる。
《神龍寺》の中でも《大老師》と天才のフー・シャオリーのみが習得できた。
フー・シャオリーはこれをステラからコピーした『ドラゴンの力』で使用した。

### 魔力制御
全力全開
主な使用者：黒鉄 一輝，エーデルワイス，フー・シャオリー
極限の集中によって、人間の生命リミッターを外し、魔力・体力・気力等のあらゆる力を短時間に放出して能力の限界を超え、伐刀絶技の効果を数十倍に高める技術。
一輝は「一刀修羅」、エーデルワイスは「理を断つ綺羅星の剣」、《神龍寺》では「麒麟功」など呼び名は異なるが、技術としては同系統。

### その他
視覚操作
主な使用者：黒鉄 一輝
自身の視覚を操作し、視覚から不必要な情報を遮断し、動体視力等を強化する。
聴覚索敵
主な使用者：黒鉄 一輝
周りの音に意識を集中し、音波を遮る物体を認識する。
代謝操作
主な使用者：黒鉄 一輝，ステラ・ヴァーミリオン，エーデルワイス，多々良 幽衣，アイリス・アスカリッド，アイン，フー・シャオリー
意図的に心拍数を落とし、標高9000メートルもの低温に順応する。
具体的には心拍数を1分間に20回まで落とし、体温を33度にすることで、代謝を普段の60％まで落とす。これ以上心拍数を上げるとシバリングによる体温維持が始まり、これ以上心拍数を落とすと凍死や昏倒してしまう。
多々良幽衣やアインは《黒い家》で他の姉妹達と共に幼少期に全裸で氷点下の雪山に放置され、他の姉妹がどんどん凍死していく中で生きるために1ヶ月かけて習得したが、ステラは詳細を伝授されて直ぐに習得した。

## 制作背景
本作のコンセプトは「異能バトルでスポーツモノ」である。海空は『断罪のイクシード』で受賞して以来、同レーベル作品の『無限のリンゲージ』（あわむら赤光/著）のような「試合を勝ち上がり、成り上がっていくスポーツ形式の物語」を執筆したかったと話している。海空は2020年から2022年に刊行した『カノジョの妹とキスをした。』（以下：『いもキス』）では初心から一貫してやりたいことをまっすぐに貫けたのに対し、10年にわたる長期シリーズとなった本作ではライブ感の中で作品を執筆し続けるという意味では『いもキス』とは全く違っていたと、2023年のインタビューの中で話している。
最初の構想では打ち切りラインとみなしていた3巻の校内戦を区切りとして想定してた一方、その先に当たる七星剣武祭までの物語についてははっきりしていなかった。初期からの登場人物のうち、蔵人は企画の時点では単なるチンピラとして設定されていたが、ドラマ性を強化したことにより熱い男となった。一方、同じく暁学園関係者である有栖はもともと胡散臭いところのある人物として設定されており、もし七星剣武祭まで物語を進めることができたら、彼女に焦点を当てようとしていたとも話している。3巻の時点で長期シリーズ化が視野に入るほどの売れ行きだったことに加え、メディアミックス化も決まっていたため、多忙な中でのセッティングとなった。同様の理由から、諸星や暁学園の関係者も3巻以降に構想された。
七星剣武祭以降の物語は海空にとっても未知の領域であり、キャラクターが勝手に動き出して主張したり、自身もそのような思いに駆られたと振り返っている。また、9巻以降は戦場の様々な要素を利用した一輝の強さを描くこともあり、一対一のバトルにはない魅力を描けた例としてヴァーミリオン戦役編の終盤を挙げている。また、ヴァーミリオン戦役編について海空はそこまで大変ではなかったと話しており、エーデルワイスや多々良の伏線の回収もできて楽しかったと振り返っている。また、この物語の重要人物であるアイリスをお気に入りとして挙げており、彼女の人生を描けた楽しさや、書き切ったという感覚を持つことができたと振り返っている。 
16巻と17巻にかけて描かれた大炎編も、既存のキャラクターを多数登場させられたほか、七星剣武祭で戦ったライバルたちの近況が描けて楽しかったとしている。半面、一輝とステラがいない中で強敵である大炎にどう立ち向かうべきか当時の担当編集者と話し合うなど、すごく悩んで苦労したとも話しており、最終的にはその大役を刀華が担うことになった。また、この物語では諸星の強靭な精神力が物語を運ぶ上でのエンジンとしても役立ったととも話しており、彼の英雄に対する解釈への回答としては良い着地点だったとも受け止めている。
海空は影響を受けた作品の一つとして『はじめの一歩』を挙げている。ボクシング漫画である同作は、リングの上で双方の生い立ちを手札として出しながらドラマを作るという手法が取られており、これについて海空はたがいに焦点が当たる分キャラクターの掘り下げがしやすい点が気に入っていると話す一方、自作におけるバトルシーンが長くなる一因としても挙げている。また、バトルにおいては場面の動きだけでなく、心の動きも一緒に追うようにしているともいう。

## 既刊一覧

### 小説
海空りく（著）・をん（イラスト） 『落第騎士の英雄譚』 ソフトバンククリエイティブ→SBクリエイティブ〈GA文庫〉、全20巻
| 巻数         | 初版第一刷発行日 | 発売日         | ISBN |
| ------------ | ---------------- | -------------- | --- |
| 1            | 2013年7月31日    | 2013年7月13日  | 978-4-7973-7468-1                                                                                       |
| 2            | 2013年10月31日   | 2013年10月15日 | 978-4-7973-7548-0                                                                                       |
| 3            | 2014年1月31日    | 2014年1月15日  | 978-4-7973-7641-8                                                                                       |
| 4            | 2014年4月30日    | 2014年4月15日  | 978-4-7973-7720-0                                                                                       |
| 5            | 2014年8月31日    | 2014年8月12日  | 978-4-7973-7754-5                                                                                       |
| 6            | 2014年12月31日   | 2014年12月15日 | 978-4-7973-8031-6 978-4-7973-8135-1（立体マウスパッド付き限定版）                                       |
| 零（短編集） | 2015年3月31日    | 2015年3月14日  | 978-4-7973-8290-7                                                                                       |
| 7            | 2015年5月31日    | 2015年5月15日  | 978-4-7973-8352-2                                                                                       |
| 8            | 2015年10月31日   | 2015年10月15日 | 978-4-7973-8470-3 978-4-7973-8471-0（ドラマCD付き限定特装版）                                           |
| 9            | 2015年12月31日   | 2015年12月15日 | 978-4-7973-8514-4                                                                                       |
| 10           | 2016年4月30日    | 2016年4月15日  | 978-4-7973-8731-5                                                                                       |
| 11           | 2017年1月31日    | 2017年1月14日  | 978-4-7973-8943-2                                                                                       |
| 12           | 2017年4月30日    | 2017年4月15日  | 978-4-7973-9198-5                                                                                       |
| 13           | 2017年10月31日   | 2017年10月13日 | 978-4-7973-9317-0 978-4-7973-9355-2（ドラマCD付き限定特装版）                                           |
| 14           | 2018年4月30日    | 2018年4月12日  | 978-4-7973-9586-0                                                                                       |
| 15           | 2018年10月31日   | 2018年10月11日 | 978-4-7973-9901-1                                                                                       |
| 16           | 2019年4月30日    | 2019年4月15日  | 978-4-8156-0244-4                                                                                       |
| 17           | 2019年11月30日   | 2019年11月15日 | 978-4-8156-0382-3                                                                                       |
| 18           | 2020年6月30日    | 2020年6月12日  | 978-4-8156-0643-5                                                                                       |
| 19           | 2023年12月31日   | 2023年12月15日 | 978-4-8156-2167-4 978-4-8156-2166-7（画集付き特装版） 978-4-8156-2354-8（画集＆タペストリー付き特装版） |

### 漫画
海空りく（原作）・をん（キャラクター原案）・空路恵（作画） 『落第騎士の英雄譚』 スクウェア・エニックス〈ガンガンコミックスオンライン〉、全11巻
| 巻数 | 初版発行日     | 発売日         | ISBN              |
| ---- | -------------- | -------------- | ----------------- |
| 1    | 2014年12月12日 | 2014年12月12日 | 978-4-7575-4493-2 |
| 2    | 2015年3月13日  | 2015年3月13日  | 978-4-7575-4605-9 |
| 3    | 2015年5月13日  | 2015年5月13日  | 978-4-7575-4637-0 |
| 4    | 2015年10月14日 | 2015年10月14日 | 978-4-7575-4755-1 |
| 5    | 2015年12月11日 | 2015年12月11日 | 978-4-7575-4824-4 |
| 6    | 2016年4月13日  | 2016年4月13日  | 978-4-7575-4944-9 |
| 7    | 2016年10月13日 | 2016年10月13日 | 978-4-7575-5091-9 |
| 8    | 2017年1月12日  | 2017年1月12日  | 978-4-7575-5216-6 |
| 9    | 2017年6月13日  | 2017年6月13日  | 978-4-7575-5340-8 |
| 10   | 2017年10月11日 | 2017年10月11日 | 978-4-7575-5496-2 |
| 11   | 2018年4月12日  | 2018年4月12日  | 978-4-7575-5651-5 |

あやかわりく・天神うめまる・矢島Index・伊東宏峰・流ひょうご（作画）、SBクリエイティブ〈GA文庫〉、全1巻
| タイトル                                 | 初版発行日     | 発売日         | ISBN              |
| ---------------------------------------- | -------------- | -------------- | ----------------- |
| 落第騎士の英雄譚アンソロジー feat.ステラ | 2014年12月31日 | 2014年12月15日 | 978-4-7973-8220-4 |

## テレビアニメ
2015年3月にアニメ化が発表され、2015年10月から12月までAT-Xほかにて放送された。SILVER LINK.にとっては初の他社との共同制作作品となる。

### 制作
原作者の海空りくは初めてのアニメ化ということで印象的なことが多く、最初から最後まで楽しかったと振り返っている。

#### 演技・キャスティング
一輝たちのクラスメイトである日下部加々美役には、相坂優歌が起用された。海空は、もともと明るい加々美に相坂の声が付いたことですごくかわいくなり、原作よりも出番が増えたと振り返っている。

### スタッフ
- 原作 - 海空りく[8]
- キャラクター原案 - をん[49]
- 監督 - 大沼心[8]
- シリーズディレクター - 玉村仁[8]
- シリーズ構成 - ヤスカワショウゴ[49]
- キャラクターデザイン - 小松原聖[8]
- プロップデザイン - 明珍宇作[8]
- デバイスデザイン - 高瀬健一[8]
- アクションディレクター - 大平剛生[8]
- 色彩設計 - 山口真奈美[49]
- 美術監督 - 古賀徹[8]
- 3DCGディレクター - 濱村敏郎[8]
- 撮影監督 - 廣岡岳[49]
- 編集 - 坪根健太郎[49]
- 音響監督 - 明田川仁[49]
- 音楽 - 中川幸太郎[8]
- 音楽制作 - フライングドッグ[49]
- 音楽プロデューサー - 石川吉元[50]
- プロデューサー - 黒澤典弘[50]、中山卓也[50]、長瀬奈津子[50]、柳村努[50]、深尾聡志[50]、柏木豊[50]→礒谷徳知[50]、伊藤将生[50]
- アニメーションプロデューサー - 中川二郎[50]
- ラインプロデューサー - 中村浩士[50]、鬼塚康介[50]
- アニメーション制作 - SILVER LINK. / Nexus[8]
- 製作 - 「落第騎士の英雄譚」製作委員会[8]

### 主題歌
「アイデンティティ」
酒井ミキオ作詞・作曲・編曲・歌によるオープニングテーマ。第1話ではエンディングテーマとして、第12話では挿入歌として使用。OPアニメーションの一部は、ストーリーの進行に合わせて変更されている。
「波羅蜜恋華」
ALI PROJECTによるエンディングテーマ。作詞は宝野アリカ、作曲・編曲は片倉三起也。
「覚醒の無意識」
酒井ミキオ作詞・作曲・編曲・歌による第12話挿入歌。

### 評価
アメリカのアニメ評価サイト「Anime Trending」が主催した「第2回 Anime Trending Awards」ではBEST IN SOUNDTRACK部門で6位を獲得居ている。

### 各話リスト
| 話数   | サブタイトル       | 脚本             | 絵コンテ         | 演出                      | アクション作監    | 作画監督                                                                            | 総作画監督              |
| ------ | ------------------ | ---------------- | ---------------- | ------------------------- | ----------------- | ----------------------------------------------------------------------------------- | ----------------------- |
| 第1話  | 落第騎士 I         | ヤスカワショウゴ | 玉村仁           | 玉村仁                    | 高瀬健一          | 小松原聖、松岡秀明 村上竜之介、武本大介 山本亮友                                    | 小松原聖                |
| 第2話  | 落第騎士 II        | ヤスカワショウゴ | 澤井幸次         | 横田一平                  | 中西和也          | 野田康行、よち                                                                      | 野田康行、よち 小松原聖 |
| 第3話  | 落第騎士 III       | ヤスカワショウゴ | 大沼心           | 大沼心 井上圭介           | 高瀬健一          | 山本亮友、野澤吉樹                                                                  | 小松原聖                |
| 第4話  | 落第騎士 IV        | ヤスカワショウゴ | 徳本善信         | 徳本善信                  | 中西和也          | 明珍宇作、中西和也                                                                  | 野田康行、よち 小松原聖 |
| 第5話  | 皇女の体験         | 河鍋 俊          | 二瓶 勇一        | のがみかずお              | 高瀬健一          | 石堂伸晴、能海知佳                                                                  | 小松原聖                |
| 第6話  | 剣士殺し I         | 河鍋 俊          | 徳本善信         | 徳本善信                  | 中西和也          | 北原大地                                                                            | 野田康行、よち 小松原聖 |
| 第7話  | 剣士殺し II        | 猪爪慎一         | 細田直人         | 高村雄太                  | 高瀬健一          | Cha Myoung Jun、飯飼一幸 小島えり、大塚渓花 佐藤このみ、三井麻末 関口雅浩、古川英樹 | 小松原聖                |
| 第8話  | 剣士殺し III       | 猪爪慎一         | 澤井幸次         | 澤井幸次                  | 高瀬健一          | 山本亮友、橋口隼人 野澤吉樹、松岡秀明 緒方厚、柴田志朗                              | 小松原聖                |
| 第9話  | 皇女の休日         | ヤスカワショウゴ | ジミー・ストーン | ジミー・ストーン 徳本善信 | 中西和也          | 明珍宇作、よち                                                                      | よち 野田康行           |
| 第10話 | 深海の魔女 VS 雷切 | 河鍋俊           | 徳本善信         | 徳本善信                  | 中西和也          | よち、中西和也 明珍宇作、北原大地                                                   | よち 野田康行           |
| 第11話 | 無冠の剣王 I       | 猪爪慎一         | 二瓶勇一         | 福多潤                    | 高瀬健一          | 野澤吉樹、山本亮友 北原章雄、さのえり 松岡秀明                                      | 小松原聖                |
| 第12話 | 無冠の剣王 II      | ヤスカワショウゴ | 澤井幸次         | 徳本善信 大沼心           | 中西和也 高瀬健一 | よち、野田康行 中西和也、明珍宇作 北原大地、山本亮友                                | 小松原聖 よち 野田康行  |

### 放送局
| 放送期間                 | 放送時間                     | 放送局     | 対象地域 | 備考                                 |
| ------------------------ | ---------------------------- | ---------- | -------- | ------------------------------------ |
| 2015年10月3日 - 12月19日 | 土曜 23:00 - 23:30           | AT-X       | 日本全域 | 製作参加 / CS放送 / リピート放送あり |
| 2015年10月5日 - 12月21日 | 月曜 0:30 - 1:00（日曜深夜） | TOKYO MX   | 東京都   |                                      |
|                          | 月曜 1:05 - 1:35（日曜深夜） | テレビ愛知 | 愛知県   |                                      |
|                          | 月曜 23:30 - 火曜 0:00       | サンテレビ | 兵庫県   |                                      |
| 2015年10月9日 - 12月25日 | 金曜 23:30 - 土曜 0:00       | BS11       | 日本全域 | BS放送 / 『ANIME+』枠                |

### BD / DVD
| 巻  | 発売日         | 収録話          | 規格品番  | 規格品番  |
| 巻  | 発売日         | 収録話          | BD        | DVD       |
| --- | -------------- | --------------- | --------- | --------- |
| 1   | 2015年12月25日 | 第1話 - 第2話   | MFXN-0031 | MFBN-0025 |
| 2   | 2016年1月27日  | 第3話 - 第4話   | MFXN-0032 | MFBN-0026 |
| 3   | 2016年2月24日  | 第5話 - 第6話   | MFXN-0033 | MFBN-0027 |
| 4   | 2016年3月23日  | 第7話 - 第8話   | MFXN-0034 | MFBN-0028 |
| 5   | 2016年4月27日  | 第9話 - 第10話  | MFXN-0035 | MFBN-0029 |
| 6   | 2016年5月25日  | 第11話 - 第12話 | MFXN-0036 | MFBN-0030 |
| BOX | 2017年11月29日 | 第1話 - 第12話  | MFXN-9004 | -         |

### Webラジオ
『石上静香と東山奈央の英雄譚RADIO』のタイトルで2015年10月2日から2016年1月15日まで音泉、アニメイトTVにて配信されたWebラジオ番組で略称は『キャバラジ』。毎週金曜日に更新、全15回。パーソナリティは石上静香（ステラ・ヴァーミリオン 役）と東山奈央（黒鉄珠雫 役）が務めた。
音泉のスペシャルCD企画「＜音泉＞のオリジナルキャラクター、またはキャッチコピーを考えて！」にて、＜音泉＞オリジナルキャラクター部門で当番組が考案したキャラクター（おとね、いずみこ）が採用され、賞金10万円を獲得した。賞金を番組運営費に充てることにより、2016年2月12日に特別回（SP回）の配信を実現させた。
2016年3月27日に発表された第2回アニラジアワードにおいて、「BEST FEMALE RADIO 最優秀女性ラジオ賞（新人枠）」を受賞した。
コーナー
ふつおた
アニメ、ラジオの感想など、普通のお便りを紹介するコーナー。
天壌焼き焦がす竜王の焔（カルサリティオ・サラマンドラ）
リスナーからの恥ずかしい体験談を紹介するコーナー。紹介したメールは、石上がステラに成り切って必殺技名（コーナー名）を叫んで燃やしてくれる場合がある。
破軍高校壁新聞・今週の見出し！
リスナーの身の周りの出来事を新聞の見出し風にして発表するコーナー。
ヨソはヨソ、ウチはウチ
リスナーから家庭内や仲間内でのローカルルールを募集して紹介するコーナー。
珠雫のお兄様ポエム
リスナーから珠雫が秘密裏に書いていそうなポエムの内容を募集して発表するコーナー。
次回の進行役はどっち
番組末尾に行われるパーソナリティ同士による対決コーナー。勝ったパーソナリティは"ご主人様"、負けたパーソナリティは"下僕"となり、下僕役が次回配信回で番組の司会進行役となる。
ゲスト
- 第6回 - 逢坂良太（黒鉄一輝 役）
- 第8回 - 相坂優歌（日下部加々美 役）
- 第12回 - 東内マリ子（新宮寺黒乃 役）

ラジオCD・DJCD
| Vol.                                                              | 発売日                                      | 新規録り下ろし特別版ゲスト                  | 過去配信回                                  | 商品番号                                    |
| ラジオCD「石上静香と東山奈央の英雄譚RADIO」                       | ラジオCD「石上静香と東山奈央の英雄譚RADIO」 | ラジオCD「石上静香と東山奈央の英雄譚RADIO」 | ラジオCD「石上静香と東山奈央の英雄譚RADIO」 | ラジオCD「石上静香と東山奈央の英雄譚RADIO」 |
| ----------------------------------------------------------------- | ------------------------------------------- | ------------------------------------------- | ------------------------------------------- | ------------------------------------------- |
| 1                                                                 | 2016年1月27日                               | 金元寿子（東堂刀華 役）                     | 第01回 - 第06回                             | TBZR-0603/0604                              |
| 2                                                                 | 2016年3月30日                               | 浅沼晋太郎（有栖院凪 役）                   | 第07回 - 第15回                             | TBZR-0615/0616                              |
| DJCD「石上静香と東山奈央の英雄譚RADIO」ステラと珠雫の妄想デートCD |                                             |                                             |                                             |                                             |
| -                                                                 | 2016年1月27日                               | -                                           | -                                           | TBCD-0612                                   |

### ゲーム
スマートフォン用GREEにて2015年末にソーシャルカードゲームが配信されていた。年齢制限付き。